# Geschichte Estlands

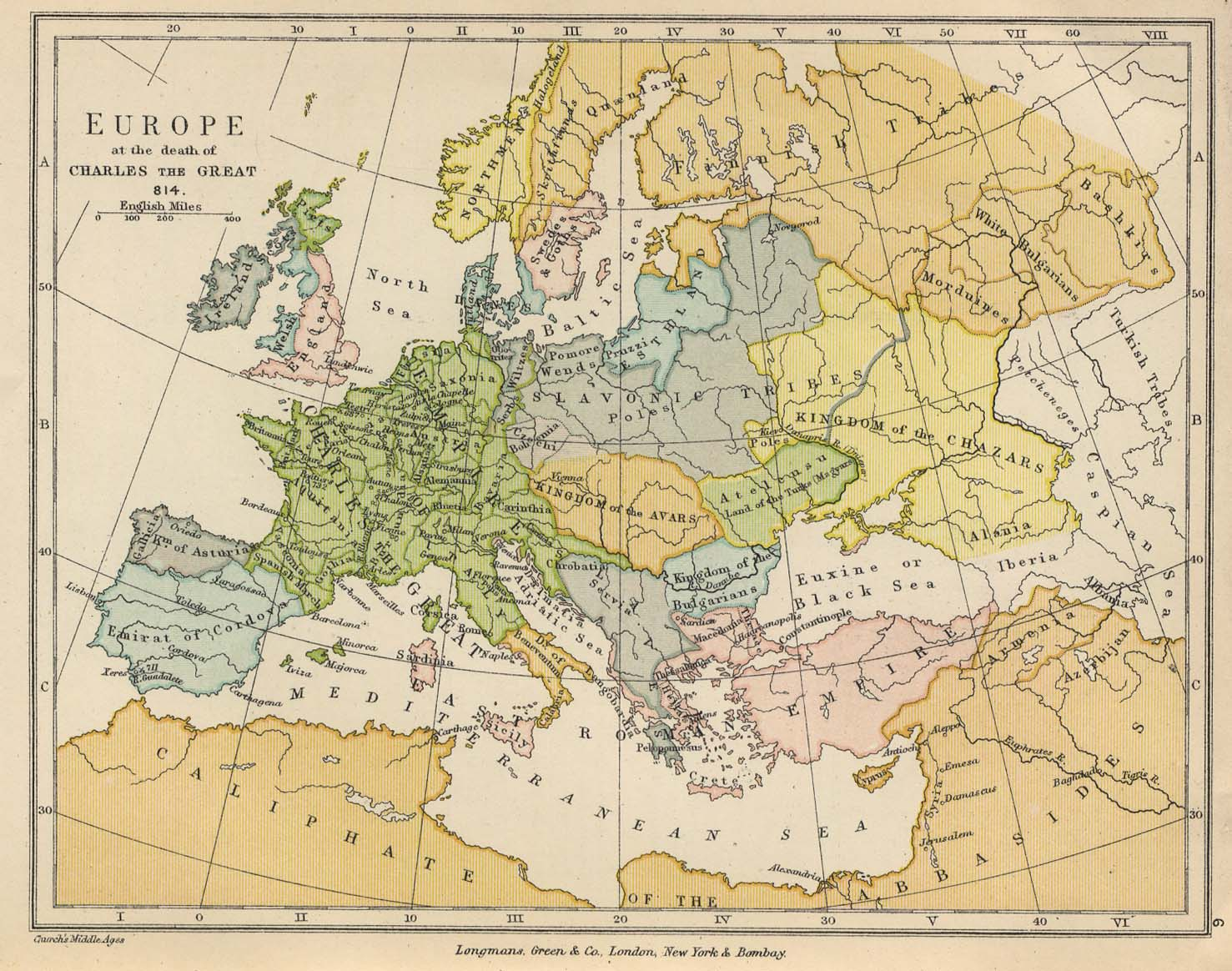
Auf der Karte für das Jahr 814 ist „Estland“ in der antiken Bedeutung eingetragen

Die Geschichte Estlands umfasst die Entwicklungen auf dem Gebiet der Republik Estland von der Urgeschichte bis zur Gegenwart. Die erstmalige Besiedlung des Gebietes begann vor etwa 11.000 Jahren, nachdem die weichenden Gletscher der Eiszeit dies ermöglichten. Sie ist seit 1219 geprägt von wechselnder Fremdherrschaft, zunächst unter Dänen, später unter dem Deutschen Orden, dann unter Polen-Litauen und Schweden und schließlich unter Russland. Dabei gingen der Süden Estlands als Teil des historischen Livlands und der Nordteil samt der Inseln oft getrennte Wege. Erst 1918 endete die 700-jährige Fremdherrschaft. Diese erste Unabhängigkeit dauerte allerdings nur bis 1940, als Estland zunächst von der Sowjetunion, im nachfolgenden Jahr dann durch das NS-Deutschland und ab 1944 wieder von der Sowjetunion besetzt wurde. Die Sowjetherrschaft endete 1991. Im heute unabhängigen Estland ist die Fremdherrschaft und die Behauptung der eigenen Nation und Kultur ein tragendes Motiv des kollektiven Geschichtsbewusstseins.
In antiken Schriften bezieht sich die Bezeichnung Aisti oder Aesti (Ästier) eher auf die südlich wohnenden Balten als auf die Esten. Noch der angelsächsische Reisende Wulfstan im 9. Jahrhundert benutzte das Wort in der antiken Bedeutung. Die Schalensteine in Estland sind eisenzeitliche Relikte.

## Mittelalter und frühe Neuzeit (1184 bis 1582)

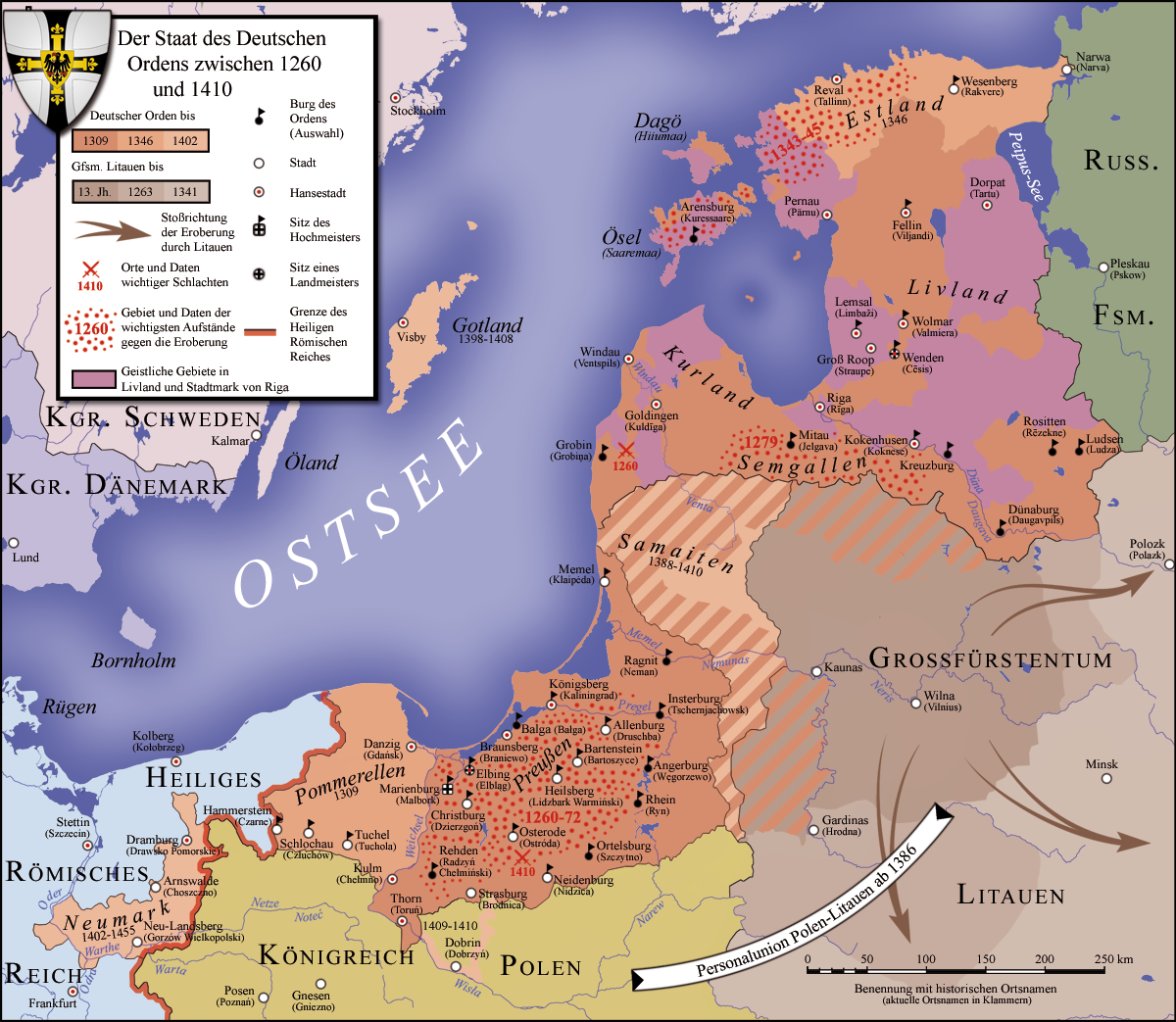
Der Deutschordensstaat und das Baltikum Anfang des 15. Jahrhunderts

Im ausgehenden 12. Jahrhundert begannen Deutsche und Dänen, Livland, also Gebiete des heutigen Lettlands und des heutigen Estlands zu missionieren, jedoch blieben die friedlichen Versuche, etwa des 1184 eingesetzten Missionsbischofs Meinhard von Segeberg ohne nachhaltigen Erfolg. 1194/95 sagte Papst Coelestin III. dem Zisterzienser Berthold von Loccun, Nachfolger Meinhards als Bischof von Livland, Vergebung der Sünden für einen Kreuzzug gegen die Liven zu. So begannen die Livländischen Kreuzzüge dänischer und deutscher Ritter. 1199 wurde Albert von Buxthoeven Bischof von Livland. Im Jahr 1200 erklärte Papst Clemens III. Kreuzzüge gegen die Liven für gleichwertig mit Kreuzzügen ins Heilige Land. Bremer Kaufleute gründeten 1201 Riga, das alsbald auch Bischofssitz wurde. Im Folgejahr 1202 wurde auf Initiative des Rigaer Bischofs Albert der Schwertbrüderorden gegründet. Das vor allem von diesem eroberte Gebiet wurde 1207 unter dem Namen Terra Mariana („Marienland“) zunächst dem Römisch-Deutschen Reich unterstellt, 1215 aber durch ein Edikt Clemens III. direkt dem Papst. 1211 wurde auf dem 4. Laterankonzil für Estland das Bistum Leal (heute Lihula) gegründet, ohne dass der erste Bischof, Theoderich von Treyden, seinen Bischofssitz jemals beziehen konnte, denn Estland war noch nicht erobert.

### Schwertbrüder und Dänemark
Theoderich bat den dänischen König Waldemar II. um Hilfe, der dabei war, die gesamte Südküste der Ostsee unter seine Kontrolle zu bringen. Waldemar willigte ein unter der Bedingung, dass das von ihm eroberte Gebiet unter seiner Herrschaft stehen sollte. Er eroberte dann 1219 den Norden Estlands samt Reval (der estnische Name Tallinn bedeutet „dänische Burg“). Bischof Theoderich nahm an Waldemars Kriegszug teil, starb aber schon bald nach der Landung in einer Schlacht. Waldemar machte die Stadt zum Sitz eines neuen Bistums, das dem dänischen Erzbistum Lund unterstand.
Die südlichen Teile Estlands wurden von den Schwertbrüdern unterworfen und kolonisiert. Nach der Eroberung Tartus (und Neugründung als Dorpat) 1224 wurde der Sitz des Bistums Leal dorthin verlegt. In der Ernennungsurkunde des vorher in Bremen als Abt wirkenden Bischofs Hermann heißt es explizit: „… ad titulum Lealensem in Estonia episcopum ordinavimus.“
1228 erklärte der päpstliche Gesandte Wilhelm von Modena die Eroberung Livlands für abgeschlossen und nahm eine administrative Aufteilung vor: Große Teile Livlands und Kurlands wurden Stiftsgebiete von Bistümern, im heutigen Estland außer Dorpat dem neu gegründeten Bistum Ösel-Wiek. Die übrigen Gebiete Livlands und Kurlands wurden dem Schwertbrüderorden zugesprochen. Nach seiner vernichtenden Niederlage gegen das Großfürstentum Litauen in der Schlacht von Schaulen (1236) wurde der Schwertbrüderorden 1237 formal mit dem Deutschen Orden vereinigt, blieb aber faktisch als Livländischer Orden eigenständig. Da der Orden in der entstehenden Livländischen Konföderation der weitaus bedeutendste Machtfaktor war, wird das gesamte Gebiet der Konföderation meist vereinfachend dem Deutschordensstaat zugerechnet. Der von Waldemar eroberte Norden Estlands blieb in dänischer Hand.
Entsprechend der in vielen Gebieten des Heiligen Römischen Reiches üblichen Praxis waren die Bischöfe zugleich die weltlichen Herren über die Städte ihrer Sitze samt jeweils zugehöriger Territorien. Mit dem Bistum Reval (Tallinn) war jedoch, entsprechend der dänischen Praxis, keine weltliche Herrschaft verbunden.
Die dänische Krone behielt die Kontrolle über Estland und Tallinn (mit kurzer Unterbrechung von 1227 bis 1238) bis 1346.
Gleichwohl war die Position der dänischen Krone recht schwach, zumal zunehmend mehr deutsche Kaufleute und Ritter, ferner auch schwedische Händler einwanderten. Diese wurden später als Deutsch-Balten bzw. als Estlandschweden bezeichnet. Die estnische Bevölkerung wurde zu Bürgern zweiter Klasse: sie waren als Unfreie der dänischen Krone und den deutschen Gutsherren unterworfen. Zunehmend unzufrieden mit dieser Unterdrückung, entlud sich der Unmut der estnischen Landbevölkerung gewaltsam im sogenannten Aufstand in der Georgsnacht von 1343 bis 1345. Aufgrund der instabilen Verhältnisse in Dänemark sah sich der dänische König Waldemar IV. nicht imstande, einzugreifen und den Aufstand niederzuschlagen. Stattdessen rief der König den Livländerorden zu Hilfe. Als Folge der Aufstände und aus Geldnot heraus entschied sich der dänische König dazu, seine Besitzungen in Estland 1346 für 19.000 Mark an den Livländerorden, zu verkaufen. Damit wurden auch diese Gebiete zum Teil des Ordensstaates.

### Hochmeisterei Livland
In den folgenden Jahrzehnten entstanden in den Städten Kaufmannsgilden und Handwerkerzünfte. Neben Tallinn waren auch Pärnu, Tartu und Viljandi zu Hansestädten geworden. Auf diese Weise gab es enge Kontakte und einen regen Austausch mit den Ostseestädten des Reichs, sowie mit Skandinavien. Sichtbaren Ausdruck fand dies darin, dass in Tallinn – allerdings nur in der Unterstadt – seit 1248 das Lübische Stadtrecht galt, später auch in Rakvere und Narva.
Im Gefolge der Union von Krewo 1385 zwischen dem Großfürstentum Litauen und dem Königreich Polen trat die bis dahin heidnische litauische Oberschicht zum katholischen Christentum über. Damit verlor der Deutsche Orden seinen Auftrag, gegen die Ungläubigen zu kämpfen, und damit auch die internationale Unterstützung durch Zuwendungen und Kriegsfreiwillige. Manifest wurde die Machtverschiebung zugunsten Polen-Litauens 1410 in der vernichtenden Niederlage des Ordens in der Schlacht bei Tannenberg, die jedoch keine unmittelbaren Auswirkungen auf die Landesherrschaft des Ordens in Livland hatte. Auf dem Augsburger Reichstag von 1530 wurde Livland – ohne praktische Konsequenzen – zum Bestandteil des Heiligen Römischen Reiches erklärt.

### Leibeigenschaft
Im Jahre 1400 wurde in Livland die Leibeigenschaft eingeführt. Fortan war die estnische Bevölkerung nun nicht mehr nur faktisch, sondern auch rechtlich von Handel und eigenständiger Landwirtschaft ausgeschlossen. Sie hatte nun den fremden Gutsherren als Leibeigene zu dienen. Unter schwedischer Herrschaft bestand die Leibeigenschaft zwar fort, aber die Situation der Leibeigenen wurde verbessert. Die Grundherren verloren die hohe Gerichtsbarkeit und viele Güter wurden in staatliche Domänen umgewandelt, deren Pächter nicht mehr Besitzer der dort arbeitenden waren. Unter der russischen Herrschaft verschlechterte sich die Situation der Leibeigenen zunächst wieder, aber dann wurde 1816 bzw. 1819 die Leibeigenschaft aufgehoben, damit über 40 Jahre früher als in Russland (1861).

### Reformation und estnische Sprache
Im Jahre 1523 begann im Ordensstaat die Reformation. Sie fand zunächst in den größeren Städten Anklang, später auch in ländlichen Gebieten. Im Zuge der Reformation, sowie als deren Folge wurden landesweit Schulen gegründet, sowie die ersten Bücher in estnischer Sprache herausgegeben.

### Livländischer Krieg (1558 bis 1583)
Den Zerfall der Ordensmacht nutzte der russische Zar Iwan IV. „Der Schreckliche“ zu einem Eroberungsversuch. Mit seinem Truppeneinmarsch nach Livland 1558 begann der Livländische Krieg, der bis 1583 andauerte. Estland wurde erbarmungslos verwüstet, Narva und Tartu fielen ohne größeren Widerstand an die Russen. 1561 trat der letzte Großmeister von Livland, Gotthard Kettler, zum lutherischen Glauben über und unterstellte sein Herrschaftsgebiet als weltliches Herzogtum der Lehenshoheit Polen-Litauens. Der letzte Bischof von Ösel-Wiek verkaufte sein Stiftsgebiet an König Frederik II. von Dänemark, und der festländische Norden Estlands unterstellte sich dem Schutz des Königreichs Schweden.
Auch in den Folgejahren nach dem Zusammenbruch des Ordensstaats dauerte der Krieg an. Ab 1563 standen sich Schweden einerseits und eine Allianz aus Dänemark und Polen-Litauen gegenüber. Diese Auseinandersetzung endete erst 1570 durch den Frieden von Stettin. Im selben Jahr brach der Krieg zwischen Schweden und Russland aus, in dessen Zuge die russische Armee in die schwedische Besitzung Nordestland einfiel. Zwar gelang es ihr, nahezu das gesamte Land zu erobern, doch gelang ihr nie die Eroberung Tallinns. Die beiden Belagerungen von 1570 bis 1571 und von 1577 blieben erfolglos. Da die russische Armee zudem in das unter polnisch-litauischer Herrschaft stehende Livland eingedrungen war, rief dies nun auch wieder Polen-Litauen als Kriegspartei auf den Plan. Als dann dessen Armee zur Offensive überging und in Russland einfiel, gelang es den Schweden, die russische Armee aus Nordestland zu vertreiben. Der Krieg endete durch den Vertrag von Jam Zapolski (1582) zwischen Polen-Litauen und Russland, sowie durch den Vertrag von Pljussa (1583) zwischen Schweden und Russland. Nordestland wurde damit als schwedische Besitzung, Livland als polnisch-litauische anerkannt.

## Livland unter polnisch-litauischer Herrschaft (1583 bis 1629)
Livland umfasste das Gebiet Lettlands nördlich des Flusses Daugav (Düna) bis zum südlichen Teil Estlands bis Tartu und Pärnu.
Bei der Eroberung Livlands im Jahre 1561 gewährten die polnisch-litauischen Herrscher den Livländern verschiedene Privilegien. Die Livländer hofften, dass diese Privilegien auch nach Ende des Krieges bestätigt werden würden. Die polnisch-litauischen Herrscher zeigten hieran jedoch wenig Interesse. Stattdessen erachtete der König und Großfürst Stephan Báthory Livland als erobertes Gebiet und war infolgedessen nicht bereit, die Privilegien aufrechtzuerhalten. Im Jahre 1583 erließ er die Constitutiones Livoniae, die eine administrative Neuordnung Livlands zum Gegenstand hatten. Die Privilegien von 1561 fanden hierin keine Erwähnung. Nach dem Vorbild Polens wurde Livland in drei Präsidiate unterteilt, deren Hauptorte Cēsis in Lettland, sowie Tartu und Pärnu wurden. Zu jedem Präsidiat gehörten mehrere staatliche Güterkomplexe, sogenannte Starosteien. Deren Leitung wurde allein Polen und Litauern übertragen, Esten und Liven waren hiervon ausgeschlossen. In Tartu richteten die Jesuiten 1583 ein eigenes Kollegium ein und initiierten von dort aus die Gegenreformation.
Mit dem Vertrag von Altmark von 1629 verlor Polen-Litauen Livland an Schweden.

## Unter schwedischer Herrschaft (1561/1629 bis 1710)

### Schwierige Anfänge und die Erweiterung schwedischer Besitzungen
Während Livland von Polen-Litauen erobert worden war, hatte sich Estland der schwedischen Herrschaft unterstellt, namentlich um Schutz vor dem russischen Zaren Ivan IV. „dem Schrecklichen“ zu finden. Schweden erklärte seine neue Besitzung 1584 zum Fürstentum Ehsten, 1673 wurde hieraus das Herzogtum Ehsten. Dieses Gebiet, das die Gebiete des heutigen Nordestlands umfasste, unterstand der direkten Herrschaft des schwedischen Königs, der es in Personalunion regierte.
Die Jahrzehnte nach dem Ende des Livländischen Krieges waren weiterhin von verschiedenen kriegerischen Auseinandersetzungen zwischen Schweden, Polen-Litauen und Russland geprägt. Immer wieder brachen Konflikte aus, unter denen die estnische und die livländische Bevölkerung stark zu leiden hatten. Im Jahre 1629 endete ein längerer Krieg zwischen Schweden und Polen-Litauen durch den Vertrag von Altmark. Mit diesem kam nun auch das Herzogtum Livland unter schwedische Herrschaft.
1645 erlangte Schweden von Dänemark im Zuge des Friedens von Brömsebro die Insel Saaremaa.
Die größte militärische Auseinandersetzung im 17. Jahrhundert war der sogenannte Zweite Nordische Krieg (1654–1667), abermals zwischen Schweden, Polen-Litauen und Russland. Der Krieg dauerte 14 Jahre und bestätigte im Baltikum im Wesentlichen nur den status quo. Für Estland und mehr noch für Livland waren die zahlreichen Auseinandersetzungen jedoch verheerend. Das Land wurde erneut verwüstet und die Bevölkerung erlitt enorme Verluste. Vor allem Tartu hatte sehr gelitten.

### „Die gute Schwedenzeit“
Livland wurde als erobertes Land von den Schweden anders behandelt als das eigentliche Estland, das sich freiwillig unterworfen hatte. Vor allem war die ständische Vertretung stark eingeschränkt.
Obwohl die schwedischen Könige zunächst nur wenig um Estland und Livland bemüht waren und die Repression zunächst in gewohnter Weise fortsetzten, blieb die schwedische Herrschaft doch als „die gute Schwedenzeit“ im kollektiven Gedächtnis der Esten erhalten. Dies hatte zwei wesentliche Gründe: das Bemühen um Bildung und Kultur in Estland, sowie um eine Verbesserung der Lebensverhältnisse der Bauern. Des Weiteren bemühten sich die schwedischen Könige, die durch Kriege stark dezimierte Bevölkerung durch gezielte Ansiedlung von Kolonisten aus anderen Teilen des schwedischen Herrschaftsgebiets aufzustocken. So kamen zahlreiche Siedler verschiedener Herkunft und mit ihnen neue Techniken und Fähigkeiten ins Land.

### Maßnahmen zur Förderung von Bildung und Kultur
Neben Schulen und Druckereien gründete der schwedische König Gustav II. Adolf im Jahre 1632 mit der Academia Gustaviana in Dorpat die erste Universität im Baltikum. Die Wahl Dorpats war kein Zufall: zum einen sollte die neue Universität ein Gegengewicht zum jesuitischen Kolleg bilden; zum anderen wollten die Schweden die Stadt als Verwaltungszentrum ausbauen. 1630 wurde hier bereits das für die gesamte Provinz Livland zuständige Hofgericht geschaffen, das auf fähige Juristen angewiesen war; das 1633 ebenfalls in Dorpat errichtete Oberkonsistorium bedurfte als oberstes kirchliches Organ Livlands fähiger Geistlicher.
Zudem wurde die Erforschung der estnischen Sprache vorangetrieben und immer mehr Bücher, allen voran kirchliche Texte, in estnischer Sprache herausgegeben. Im Jahre 1637 gab der Geistliche Heinrich Stahl erstmals eine Grammatik der estnischen Sprache heraus.
1684 gründete Bengt Gottfried Forselius ein Seminar für Lehrer an Bauernschulen und begründete damit die wichtige Tradition der Volksbildung.

### Maßnahmen zur Verbesserung der bäuerlichen Lebensverhältnisse
Um eine Verbesserung der bäuerlichen Lebensverhältnisse bemühten sich die schwedischen Könige vor allem ab dem ausgehenden 17. Jahrhundert. So wurden die Freiheiten der Gutsherren gegenüber ihren Leibeigenen eingeschränkt. Bereits 1632 wurde den Gutsherren die hohe Gerichtsbarkeit über ihre Bauern entzogen; alles, was über kleinere Vergehen hinausging, war fortan durch die ordentliche Gerichtsbarkeit zu ahnden. Da somit nicht mehr die Gutsherren über die Sachen der Bauern zu Gericht saßen, hatten die Bauern fortan erstmals die Möglichkeit, Klage gegen ihre Gutsherren zu erheben. Die Gutsherren behielten lediglich das sogenannte Hauszuchtrecht, das darin bestand, die Bauern prügeln zu dürfen.
Die wichtigste Maßnahme zur Verbesserung bäuerlicher Lebensverhältnisse war jedoch die sogenannte Güterreduktion. Jeder Landbesitz wurde auf seine Herkunft bis in die Ordenszeit hin überprüft. Stammte er ursprünglich aus der Hand des jeweils Herrschenden und wurde dem Besitzer bzw. seinen Vorgängern in irgendeiner Weise verliehen, zu Lehen gegeben oder verschenkt, so wurden diese Verleihungsakte nun widerrufen. Das betreffende Land fiel an die schwedischen Herrscher zurück und wurde neu verteilt. Gleiches gilt für die Ländereien, die vormals direkt dem Deutschen Orden gehörten, sowie für jene, die den polnisch-litauischen Starosteien angehörten. Insgesamt fünf Sechstel des Gutsbesitzes in Estland und Livland waren hiervon betroffen. Gutsbesitzer, die im Zuge dieser Maßnahme nicht nur Teile ihres Gutsbesitzes, sondern sämtlichen Gutsbesitz verloren hatten, erhielten im Gegenzug jedoch das Recht, das ihnen genommene Land weiterhin als Domänenpächter zu bewirtschaften. Hierbei wurde ihnen ein Drittel der Pachtsumme erlassen. Die auf den Domänen tätigen Bauern waren dem Domänenpächter nicht mehr unterstellt und somit nicht mehr dessen Leibeigene.
Zudem wurde aller Gutsbesitz fortan in einen gutsherrlichen und einen bäuerlichen Teil geteilt. Diese Festsetzungen waren genau und verbindlich. Auf der Grundlage dieser Festsetzungen wurden Abgaben und Dienste genau berechnet und in den sogenannten Wackenbüchern festgehalten. Auf diese Weise konnten Abgaben und Dienste von den Gutsherren nicht mehr willkürlich festgesetzt werden.
Die einheimischen Bauern genossen unter der schwedischen Herrschaft weitaus größere Freiheiten als unter der nachfolgenden russischen, zumal die Zaren die schwedischen Reformen negierten und die alten Besitz- und Abhängigkeitsverhältnisse damit wieder auflebten.

### Niederlassung von russischen Altgläubigen
Ab der zweiten Hälfte des 17. Jahrhunderts siedelten sich entlang der Ufer des Peipussees die ersten Altgläubigen an. Sie kamen aus Russland und waren aufgrund religiöser Verfolgung in ihrer Heimat hierher geflüchtet. In den 1650er- und 1660er-Jahren initiierte der Patriarch Nikon eine umfassende Reform der russisch-orthodoxen Kirche mit dem Ziel, Einheit mit der griechisch-orthodoxen Mutterkirche zu erreichen. Kleriker und Laien, die weiterhin dem russischen Glauben in seiner alten Gestalt folgten und diesen praktizierten, wurden in der Folgezeit verfolgt. Bis zum frühen 19. Jahrhundert hatte die Zahl altgläubiger Siedler am Westufer des Peipussees die Zahl von 3000 erreicht.

## Unter russischer Herrschaft (1710 bis 1918)

### Großer Nordischer Krieg (1700 bis 1721)
Angesichts der schwedischen Vorherrschaft über den Ostseeraum schlossen Polen, Dänemark und Russland ein Militärbündnis gegen Schweden und begannen 1700 den Großen Nordischen Krieg, der bis 1721 andauerte. Nach anfänglichen Erfolgen der schwedischen Armee, insbesondere 1700 beim Sieg über die russische Armee in der Schlacht bei Narva, verlor die schwedische Krone nach und nach estnische und livländische Besitzungen an Russland: zunächst Tartu und Narva (beide 1704) und bis 1710 dann ganz Estland samt Tallinn. Tallinn wurde nicht erobert, sondern ergab sich dem Zaren Peter I., nachdem wenige Wochen zuvor auch Riga vor der russischen Armee kapituliert hatte sowie Pärnu und die großen estnischen Inseln an Russland gefallen waren.
Schweden (damals regiert von König Friedrich) anerkannte im September 1721 (Frieden von Nystad) die russische Hoheit über seine alten Besitzungen in Estland und Livland.
Das Gebiet des heutigen Estland gehörte danach zu den Ostseegouvernements des Russischen Reiches (der Nordteil als Gouvernement Estland, der Südteil gehörte zum Gouvernement Livland und wurde aus Riga verwaltet). Beide Gouvernements blieben zunächst weitgehend autonom und unterstanden wesentlich der Verwaltung durch die Ritterschaften.
Von 1708 bis 1714 wütete in großen Teilen des Ostseeraums die große Pest. Viele Menschen – Soldaten und auch Zivilisten – starben an der Pest, an anderen Krankheiten oder verhungerten.

### Unterdrückung und Aufschwung
Unter der russischen Herrschaft verschlechterte sich die Lage der Bauern wieder. Peter I. hob die schwedischen Reformen auf und stellte die Privilegien der deutschen Gutsherren wieder her. Fortan gerieten die estnischen Bauern völlig unter die Gewalt ihrer Herren. Zudem stieg die Abgabenlast an. Eine derartige Unterdrückung hatten die Bauern weder zuvor noch danach wieder erfahren.
1726 gelangte die Herrnhuter-Bewegung aus Deutschland nach Livland und Estland und predigte dort die Gleichheit aller Menschen und die Abschaffung der Leibeigenschaft. Vor dem Hintergrund der Repression gegenüber den Bauern erhielt die Bewegung entsprechend viel Zuspruch. Folglich waren sowohl die russischen Zaren, als auch die Gutsbesitzer darum bemüht, diese Bewegung zu bekämpfen. Gerade in Livland gelang es der Bewegung, sich schnell auszubreiten. Dies hing vor allem mit „ihrer revolutionären Arbeitsweise“ zusammen: die Brüder arbeiteten in der lokalen Bevölkerung als Ärzte, Lehrer oder Handwerker, in ihrer freien Zeit wandten sie sich ihren religiösen Tätigkeiten zu. Durch diese Kombination von praktischer Zusammenarbeit und religiös-ideologischer Bildung erreichte die Brüdergemeinde die Menschen.
In der zweiten Hälfte des 18. Jahrhunderts erlebten Nordestland und Livland einen wirtschaftlichen Aufschwung: die ersten Manufakturen entstanden und in der Landwirtschaft wurde die Kartoffel eingeführt.
Auch kulturell machten beide Länder weiter Fortschritte. Hierbei profitierten sie von der Verdichtung des Volksschulnetzes, sowie von der Erhaltung der Schriftsprache und eigener Tradition. 1739 gab Anton Thor Helle die erste komplette Bibelübersetzung in estnischer Sprache heraus.

### Abschaffung der Leibeigenschaft

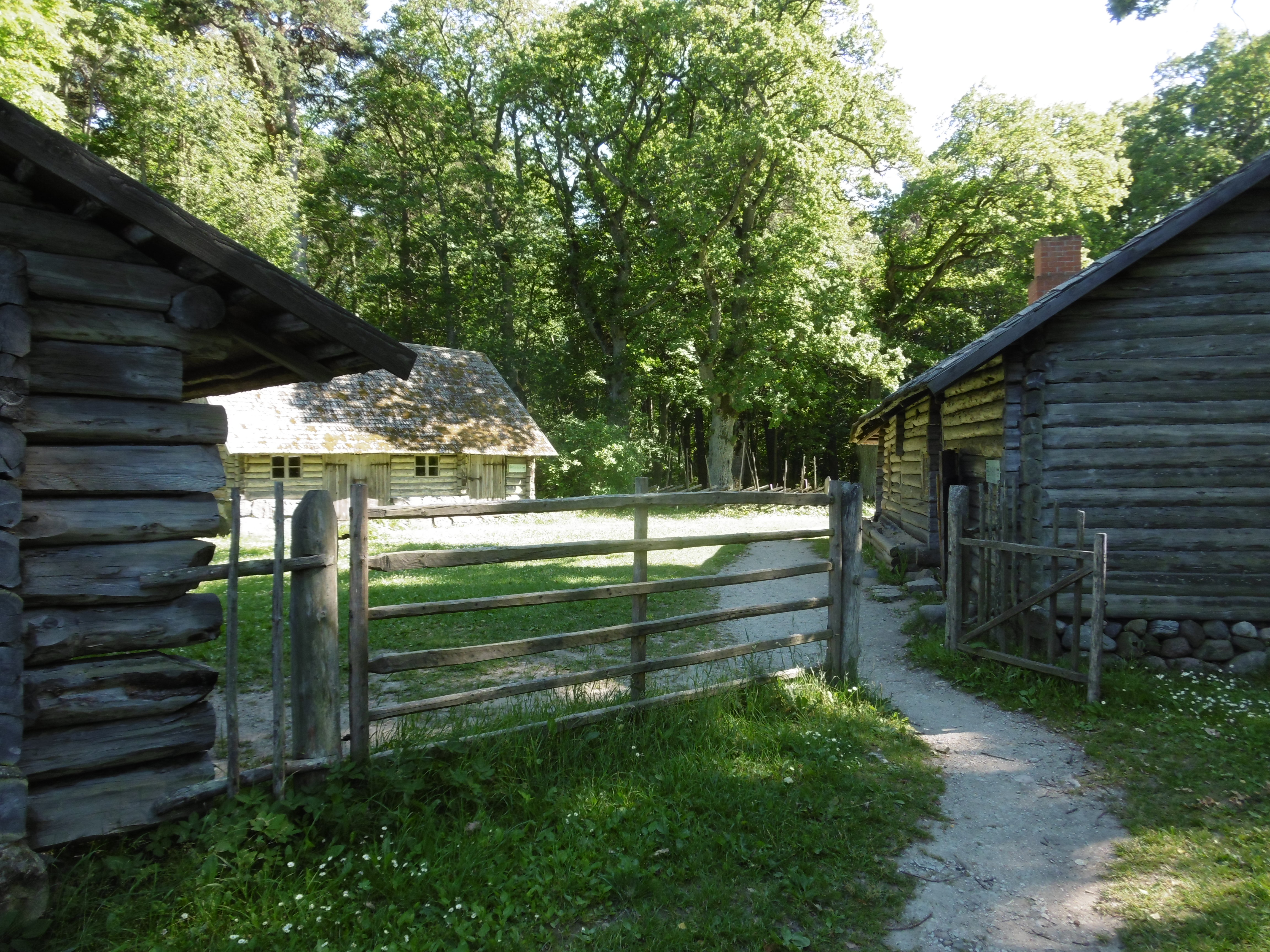
Gutshof im Estland des 19. Jahrhunderts, rekonstruiert im Freilichtmuseum Rocca al Mare in Tallinn. Juli 2018

1816 (Nordestland) bzw. 1819 (Livland) wurde vom Zar Alexander I. (1801–1825) die Aufhebung der Leibeigenschaft beschlossen. Fortan waren die Bauern persönlich frei. Die Höfe blieben jedoch weiterhin im Besitz der Gutsherren und die Bauern vorerst an das Gut gebunden. An die Stelle der Leibeigenschaft traten nun Frondienste und Pachtzahlungen. Zudem hatten die Bauern die Möglichkeit, die Höfe zu kaufen. Dies erforderte jedoch viel Geld und Anstrengung und ließ sich nur sehr langsam realisieren. Die Lebensbedingungen der Bauern blieben schlecht. In der Folgezeit kam es zu mehreren Bauernaufständen, die den Herrschern letztlich die Notwendigkeit weiterer Agrarreformen aufzeigten. So wurde 1849 für Livland und 1856 für Nordestland beschlossen, dass die Arbeitspacht abgeschafft werde und, dass das Privatland der Gutsbesitzer in einen gutsherrlichen und einen bäuerlichen Teil aufzuteilen sei.
Die Abschaffung der Leibeigenschaft führte in den nachfolgenden Jahrzehnten zu einer neuen wirtschaftlichen Dynamik. Die Bauern waren nicht mehr an ihren Herrn und dessen Hof gebunden und konnten so eine wirtschaftliche Mobilität entwickeln. Noch in den frühen 1860er-Jahren lebten etwa 85 % der estnischen Bevölkerung auf dem Land, doch das Passgesetz von 1863 schuf den rechtlichen Rahmen für die Migration in die Städte. In der Folge wuchsen die Städte rasch an und erste Industriebetriebe entstanden. 1870 wurde die erste Eisenbahnstrecke eröffnet. Sie verband Sankt Petersburg mit dem strategisch wichtigen Hafen Paldiski. Im Laufe der 1870er-Jahre lösten die Esten die Deutsch-Balten als größte ethnische Gruppe in Tallinn ab.

### Nationales Erwachen
Die ersten deutsch-baltischen Güter wurden erst in den 1830er-Jahren an Esten verkauft. Doch noch lange danach blieb es eher die Ausnahme als die Regel, dass ein estnischer Bauer seinem Gutsherrn das Gut abkaufen konnte. Ein signifikanter Anstieg solcher Kaufverträge fand erst in den 1860er-Jahren statt. Bis zum Ende des 19. Jahrhunderts waren in Livland etwa drei Viertel der Güter in den Händen estnischer Bauern und etwa die Hälfte in Nordestland. Livland und vor allem Tartu wurden dann zu den Zentren des nationalen Erwachens. Auf Saaremaa hingegen dauerte es länger, bis estnische Bauern die Güter kaufen konnten, was wesentlich daran lag, dass die Insel allgemein ärmer als das Festland war. Der erste Verkauf eines Guts fand hier erst 1863 statt.
Die Erlangung eigener Hofstellen ebnete den Weg zu einem Bewusstsein für die Erlangung eines eigenen Landes. Der Historiker und ehemalige Ministerpräsident Mart Laar formulierte dies wie folgt: „Die Herrschaft im eigenen Hof war der erste Schritt, um die Herrschaft im ganzen Land zu erlangen.“ Je mehr die estnischen Bauern eigene Höfe erwarben, desto mehr verloren die Deutsch-Balten an Einfluss in den ländlichen Gebieten und desto mehr gingen auf lokaler Ebene auch das Gerichtswesen und die Selbstverwaltung allmählich auf die Estem über. Damit einher ging die zunehmende Stärkung des estnischen Selbstbewusstseins und die Idee einer selbstbeherrschten estnischen Nation.
Sichtbaren Ausdruck fand dies in der Ausbreitung estnischer Sprache und Kultur, sowie in deren Erzeugnissen. 1838 wurde die Gelehrte Estnische Gesellschaft (Õpetatud Eesti Selts) in Tartu gegründet. Sie sammelte estnisches Kulturgut, erforschte Sprache und Geschichte der Esten und gab zahlreiche Bücher in estnischer Sprache heraus. So wurde im Jahre 1862 unter Mitwirkung der Gelehrten Estnischen Gesellschaft, namentlich durch Initiative des Mitglieds Friedrich Robert Faehlmann, das Nationalepos Kalevipoeg (Der Sohn des Kalev) veröffentlicht. Das neue Selbstbewusstsein manifestierte sich daneben auch sichtbar in der ersten Ausgabe der 1857 vom Schulmeister und Publizisten Johann Voldemar Jannsen in Pärnu herausgegebenen Zeitung Pärnu Postimees (Der Postmann von Pärnu). Mit den Worten „Liebes estnisches Volk“ wandte er sich an seine Leser. Sängerchöre und Blasorchester wurden gegründet.
1869 fand in Tartu das erste Liederfest statt, organisiert vom bereits erwähnten Johann Voldemar Jannsen. Jannsen hatte zuvor mehrere Male am Baltischen Sängerfest in Riga teilgenommen. Er erhielt die Erlaubnis, zum 50. Jahrestag der Bauernbefreiung in Livland ein erstes estnisches Sängerfest in Tartu auszurichten. An diesem Ereignis nahmen etwa 900 Sänger und etwa 15.000 Zuschauer teil.
Träger der nationalen Ideen waren zunächst vor allem Pfarrer, die die Erforschung der estnischen Sprache und der estnischen Geschichte voranzutreiben suchten, später dann auch und gerade Studenten. Eine zentrale Rolle spielte bei dieser Entwicklung zur eigenen kulturellen und politischen Identität die Universität Tartu, auf der sich seit den 1870er-Jahren die studierenden Esten bewusst nicht mehr über die Mitgliedschaft in den Korporationen assimilieren wollten, sondern vorwiegend im „Verein Studierender Esten“ und weiteren Korporationen eine eigene Identität förderten. Es waren dann auch Studenten in Tartu, die die blau-schwarz-weiße Flagge, die später zur estnischen Nationalflagge werden sollte, schufen.
1904 gewannen in Tallinn erstmals Esten die Lokalwahlen und verdrängten damit die Deutschen aus der Stadtverwaltung.

### Russifizierungspolitik
Dem zunehmenden nationalen Erwachen versuchten die russischen Zaren ab Alexander III. (1881–1894) durch eine rigorose Russifizierungspolitik in den baltischen Ländern zu begegnen. So wurde in den 1880er-Jahren das estnische Bildung-, Gerichts- und Selbstverwaltungssystem russifiziert, was sowohl die Rechte der Esten als auch der ansässigen, großenteils baltendeutschen Oberschicht immer weiter einschränkte. Hatten die russischen Zaren nach Katharina II. eine gewisse Autonomie der baltischen Ostseeprovinzen akzeptiert, so griff Alexander III. nun als erster Herrscher wieder massiv in diese Autonomien ein.
Ein erstes Zeichen der Russifizierung war der Umstand, dass Zar Alexander III. bei seiner Thronbesteigung im Jahre 1881 als erster Zar die baltischen Privilegien der Deutsch-Balten nicht bestätigte. Eine starke Symbolkraft hatte die Umbenennung Tartus in Jurjew im Jahre 1882, da die Stadt Zentrum der nationalen Bewegung geworden war. Es wurden das russische Polizeiwesen und die russische Prozessordnung eingeführt. Russisch wurde zur einzigen offiziellen Gerichtssprache.
1887 wurde der Unterricht in estnischer Sprache, selbst in den Grundschulen, verboten. An die Stelle des Estnischen trat fortan allein das Russische als Unterrichtssprache. Estnisch durfte allerdings weiterhin als Sprache für religiöse Erziehung, sowie für die muttersprachliche Ausbildung verwendet werden.
1889 wurde die Autonomie der Universität von Tartu (wie auch die aller übrigen Universitäten im Russischen Reich) aufgehoben.

### Die Revolution von 1905 und ihre Folgen
Nach der Niederlage Russlands im Russisch-Japanischen Krieg von 1904/5 und vor dem Hintergrund wachsender sozialer Spannungen kam es im Januar 1905 in St. Petersburg zu einer friedlichen Demonstration. Nachdem hierbei jedoch mehrere Demonstranten erschossen wurden, breiteten sich die Unruhen als Revolution über das gesamte russische Reich aus. Auch in Estland kam es in den Städten immer wieder zu Kundgebungen. Sie richteten sich vor allem gegen die Unterdrückung der estnischen Bevölkerung, sowie gegen die soziale Kluft zwischen den verschiedenen Berufsgruppen. Als tragisch erwies sich die Nacht vom 16. Oktober 1905: tausende Menschen hatten sich in Tallinn am Neumarkt zum Protest versammelt. Nachdem Militärs das Feuer auf sie eröffnet hatten, starben etwa 100 Menschen und etwa so viele wurden verletzt.
Am Folgetag des Blutbads verkündete Zar Nikolaus II. sein Oktober-Manifest. Dieses gewährte den Esten, wie auch den übrigen Untertanen des russischen Reichs, gewisse bürgerliche Grundrechte, allen voran das Recht Versammlungen abzuhalten, Redefreiheit, sowie politische Parteien zu gründen. So wurde noch im selben Jahr die erste estnische Partei unter der Leitung von Jaan Tõnisson gegründet – die Eesti Eduerakond (Estnische Erfolgspartei).

## Erste Unabhängigkeit (1918 bis 1940)

### Loslösung von Russland
Nach der Oktoberrevolution übernahm Viktor Kingissepp am 27. Oktoberjul. / 9. November 1917greg. im Namen des bolschewistisch dominierten Estnisch Militärrevolutionären Komitees die Macht vom Gebietskommissar der Provisorischen Regierung Jaan Poska. Die Bolschewiki konkurrierten dabei mit dem Maapäev (Provisorischer Landtag), der sich am 15. Novemberjul. / 28. November 1917greg. als Reaktion darauf, dass die Bolschewiki seine Auflösung erklärt hatten, zum alleinigen Regierungsorgan erklärte. Die Bolschewiki agierten nicht ohne Rückhalt der Bevölkerung. Bei den Wahlen zur Russischen verfassungsgebenden Versammlung im November 1917 schnitten sie in Estland erheblich besser ab als in Russland insgesamt. Aber sie befürworteten als einzige politische Kraft Estlands die Anlehnung an Moskau. Dadurch und durch ihre Versuche, die enteigneten Rittergüter in Kolchosen umzuwandeln, statt das Land zu verteilen, stellten sie sich ins politische Abseits.
Anfang 1918 wurde klar, dass die Bolschewiki die Macht nicht auf demokratischem Weg würden behaupten können. Ende Januar 1918 brachen sie noch die Auszählung der Wahl zur Estnischen verfassungsgebenden Versammlung ab, während das Exekutivkomitee des Tallinner Sowjets am 27. Januarjul. / 9. Februar 1918greg. den deutschbaltischen Adel für „vogelfrei“ erklärte, woraufhin über 500 Menschen festgenommen wurden. Aber am 11. Februarjul. / 24. Februar 1918greg. zogen die sowjetischen Truppen ab und ein „Estnisches Rettungskomitee“ proklamierte mit dem Manifest an alle Völker Estlands die Republik Estland; eine provisorische Regierung unter Konstantin Päts kam jedoch nicht mehr dazu, die Macht zu übernehmen. Bereits einen Tag später wurde Estland durch die 8. deutsche Armee besetzt. Die meisten estnischen Bolschewiki verließen Estland daraufhin nach Russland.

### Der Freiheitskrieg von 1918 bis 1920

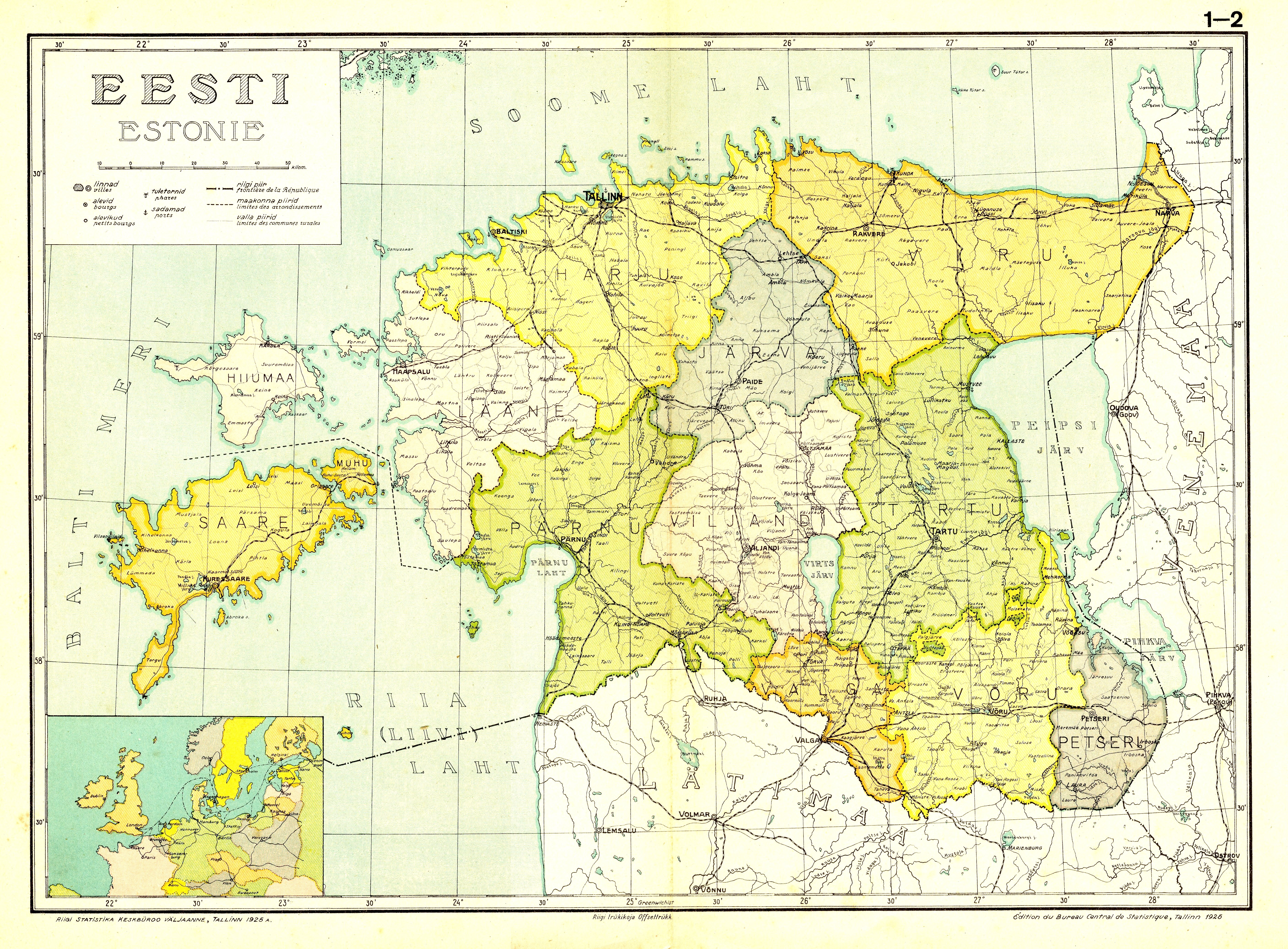
Eine estnische Landkarte aus dem Jahr 1925

Die eigentliche Unabhängigkeit Estlands wurde im Freiheitskrieg (1918–1920) erkämpft, obwohl Sowjetrussland bereits am 27. August 1918 formell in einem Zusatzabkommen zum Friedensvertrag von Brest-Litowsk auf Estland verzichtet hatte. Die Kämpfe begannen am 28. November 1918, als das junge Sowjetrussland Narva angriff. Zunächst hatten sich Esten wie auch Letten der Russen, später der im Land verbliebenen deutschen Baltischen Landeswehr zu erwehren. Unterstützung erhielten die baltischen Staaten hierbei vor allem aus Finnland, ferner aus Schweden und Dänemark. Alle drei Länder entsandten Truppen und lieferten kriegswichtige Versorgungsgüter. Seeseitig unterstützte die Royal Navy die Esten, namentlich zum Schutz vor der russischen Flotte.
Unter dem Kommando des Oberbefehlshabers Johan Laidoner gelang es den Esten, die Russen bereits bis Ende Januar 1919 außer Landes zu treiben. Ein neuerlicher russischer Angriff im Frühjahr 1919 wurde abgeschlagen. Als das Land somit – zumindest vorerst – von russischen Truppen befreit war, konnten die ersten unabhängigen Parlamentswahlen abgehalten werden. Frauen und Männern wurde im Wahlgesetz der konstituierenden Versammlung vom 24. November 1918 das allgemeine Wahlrecht zuerkannt.
So wurde im Frühjahr 1919 die Konstituierende Versammlung (Asutav Kogu) gewählt, die eine Verfassung ausarbeitete und die Landreform betrieb. Die Verfassung von 1920 bestätigte das allgemeine aktive und passive Frauen- und Männerwahlrecht.
Im Juni 1919 gerieten Estland und Lettland dann in den so genannten Landeswehrkrieg gegen die Baltische Landeswehr. In schweren Kämpfen gelang es der Allianz, die deutschen Truppen zu zerschlagen und in Lettland die nationale Regierung wiederherzustellen. Nach weiteren missglückten Eroberungsversuchen ließ sich Sowjetrussland auf Friedensverhandlungen ein. Mit dem Frieden von Tartu vom 2. Februar 1920 erkannte es die Unabhängigkeit Estlands „auf alle Zeiten“ an.
Der Freiheitskrieg ist damals wie heute von zentraler Bedeutung im kollektiven Bewusstsein der Esten. Erstmals nach der dänischen Eroberung von 1219 und somit erstmals nach 700 Jahren waren die Esten nicht mehr Fremde im eigenen Land, sondern konnten fortan selbst die Geschicke ihres eigenen Staates bestimmen.

### Die Landreform von 1919
Auch nach Ende des Ersten Weltkriegs blieben erhebliche Teile Estlands in den Händen deutschbaltischer Gutsbesitzer. Angesichts der Kriegserfahrungen aus dem Ersten Weltkrieg und vor allem nach den Kämpfen gegen die Baltische Landeswehr entwickelte sich eine zunehmend ablehnendere Haltung gegenüber den Deutsch-Balten, estnische Politiker radikalisierten sich in diesem Punkt. Immer lauter wurde die Forderung, den deutschbaltischen Adel zu enteignen und sein Land zu verteilen. Obwohl immer mehr estnische Bauern ihren deutschen Gutsherren die Güter abkauften, waren am Vorabend des Freiheitskrieges etwa 50 % der estnischen Bauern ohne Land. Zahlreiche Bauern waren auf der Suche nach Land zum russisch-orthodoxen Glauben konvertiert und gingen nach Russland. Überdies erschien eine Landreform notwendig, um die Machtverhältnisse im Staat dauerhaft zu ändern: durch Enteignung sollten der deutschen Ritterschaft die wirtschaftlichen Grundlagen entzogen und so deren Machtstellung gebrochen werden.
Vor diesem Hintergrund wurde am 10. Oktober 1919 die Estnische Landreform in Gang gesetzt, deren zentraler Gegenstand die Enteignung deutscher Großgrundbesitzer und die Umverteilung ihres Landes an estnische Bauern war. 97 % des deutschbaltischen Gutslandes wurden zum Gegenstand von Enteignung. Aus ihnen wurden im Laufe der folgenden 20 Jahre insgesamt etwa 57.000 Höfe für estnische Bauern erschaffen. Die Höfe hatten eine durchschnittliche Größe von 20 ha. Etwa 400.000 Menschen und damit fast die Hälfte der damaligen Bevölkerung Estlands profitierten von den Reformen.

### Das politische System

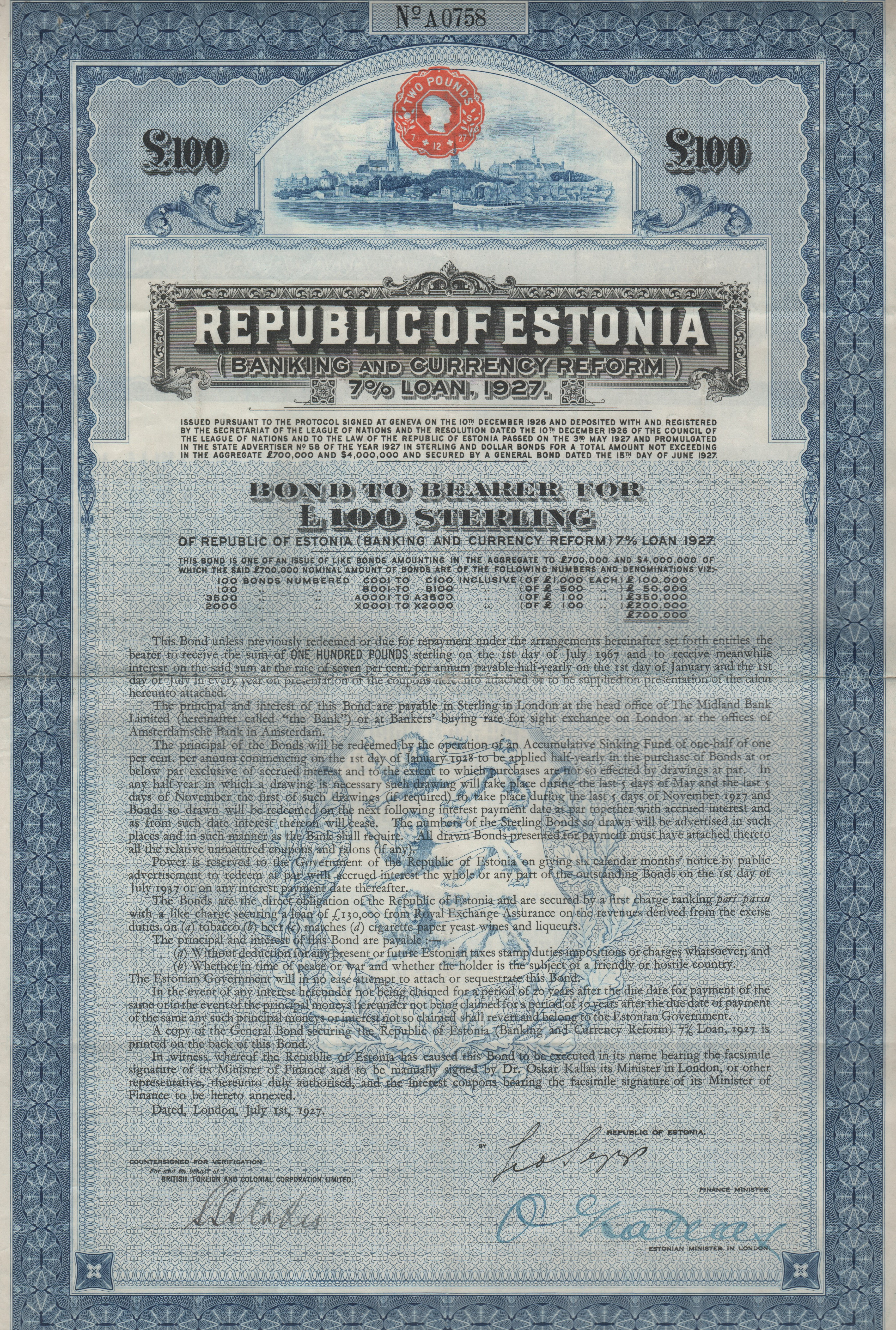
Auslandsanleihe der Republik Estland vom 1. Juli 1927 zur Finanzierung der Banken- und Währungsreform

Nachdem die Landreform als vordringlichstes Problem gelöst worden war, galt es, dem jungen Staat eine Verfassung zu geben. Eine solche wurde am 15. Juni 1920 verabschiedet und trat am 21. Dezember desselben Jahres in Kraft. Sie machte Estland zu einer parlamentarischen Demokratie. Die Regierung unterstand der ständigen Kontrolle des Parlaments. Einen Staatspräsidenten gab es nicht; Staatsoberhaupt war der Ministerpräsident, der zugleich den Titel „Staatsältester“ (Riigivanem) trug.
Der Aufbau eines unabhängigen Staates gestaltete sich als schwierig. Ein ganzer Staat samt Institutionen musste aufgebaut werden, wobei die Esten wenig bis keine Erfahrung mit Selbstverwaltung und Staatsführung hatten. Die politische Landschaft war geprägt von einer Vielfalt von Parteien und instabilen Regierungen, wobei die kommunistische Partei bereits seit Ende des Freiheitskrieges verboten war. Gleichwohl fanden kommunistische Abgeordnete unter anderen Parteibezeichnungen ihre Wege ins Parlament. Zudem war Estland wirtschaftlich weiterhin stark von Sowjetrussland abhängig. Die von den Esten lang ersehnte Unabhängigkeit führte angesichts dieser Schwierigkeiten zu Enttäuschungen über den jungen Staat. Vor diesem Hintergrund verwundert es kaum, dass das Land von 1920 bis 1933 insgesamt 17 Regierungen hatte.
Am 1. Dezember 1924 unternahmen von der Moskauer Regierung unterstützte kommunistische Verbände den Versuch eines Staatsstreichs. Sie zogen durch die Straßen Tallinns und versuchten, gewaltsam strategisch wichtige Punkte wie Bahnhöfe und Kasernen zu besetzen. Da die Putschisten in der Bevölkerung jedoch nur sehr wenig Unterstützung fanden, blieb die Bewegung auf insgesamt etwa 500 Teilnehmer beschränkt. Sie wurde noch am selben Tag unter der Führung General Laidoners niedergeschlagen.

### Kulturautonomie für Minderheiten
So wie Lettland betrieb auch Estland eine tolerante Gesetzgebung gegenüber Minderheiten. Durch das Minderheitengesetz vom 2. Februar 1925 wurde den Minderheiten – den Deutschen, Russen, Schweden und Juden – die Kulturautonomie eingeräumt. Dieses Gesetz „galt international als wegweisend und wird noch bis heute als vorbildlich angesehen“. Im Kern gewährte es den Minderheiten kulturelle Selbstverwaltung. Selbst nach 1934, als Ministerpräsident Konstantin Päts ein autoritäres Regime etablierte, blieb die Kulturautonomie in ihren wesentlichen Punkten bestehen.
Von der Möglichkeit, Kulturautonomie zu beantragen, machten sowohl die Deutschen als auch die Juden Gebrauch. Russen und Schweden hingegen taten dies nicht, da sie jeweils bereits in zusammenhängenden Siedlungsgebieten lebten und dort faktisch Selbstverwaltung hatten.
Um als nationale Minderheit anerkannt zu werden, musste die Gruppierung mindestens 3000 Mitglieder umfassen. Aus ihrer Mitte hatte die Gruppe einen Kulturrat zu wählen, wodurch sie den Status einer Körperschaft öffentlichen Rechts erlangte. Die Mitglieder des Kulturrates wählten dann wiederum aus ihrer Mitte die Kulturverwaltung.
Finanziert wurden die Körperschaften zum einen durch den estnischen Staat und zum anderen durch die jeweilige Körperschaft selbst. Der Staat stellte Schulen und gewährte Zuschüsse, die Körperschaften hatten das Recht, Steuern gegenüber ihren Mitgliedern zu erheben und erhielten zudem auch Spenden und Erbschaften.

### Wirtschaftlicher Aufschwung in den 1920er-Jahren
In den 1920er- und 1930er-Jahren erlebte Estland eine wirtschaftliche und kulturelle Blütezeit. Bedeutendster Industriezweig war die Textilindustrie, der es schon recht bald gelang, über die Grenzen der baltischen Märkte hinauszugehen und sich internationale Märkte zu erschließen. Zudem blühte der Alkohol-Schmuggel über die Ostsee nach Finnland, das im Jahre 1919 die Prohibition beschlossen hatte. In der Landwirtschaft gab es zunächst Rückschläge, da mit der Landreform die Notwendigkeit einherging, die Gutsbetriebe nun in Kleinbetriebe umzuwandeln und die Wirtschaftsweise entsprechend umzustellen. Der junge Staat bemühte sich jedoch um eine umfassende Förderung der Landwirtschaft.
Diese wirtschaftliche Blütezeit kam, wie auch in vielen anderen europäischen Staaten, durch die Weltwirtschaftskrise ab 1929 zum Erliegen.

### Autoritäres Regime unter Konstantin Päts
Mit der Weltwirtschaftskrise änderte sich die Atmosphäre im Land. Steigende Preise und steigende Arbeitslosigkeit sorgten für Unmut. Estnische Produkte fanden zunehmend weniger Absatz, sodass Arbeitsplätze wegfielen. Zudem wurde die Estnische Krone um 35 % abgewertet, was zu einer Verteuerung aller Produkte führte.
In einem Klima instabiler Regierungen und unzufriedener Bevölkerung gewann die anti-parlamentarische, quasi-faschistische Vereinigung „Verband der Freiheitskämpfer“ (Vabadussöjalaste Liit) an Aufschwung. Im Jahre 1933 legte die Bewegungen einen Vorschlag für eine neue Verfassung vor, die vom Parlament sodann auch verabschiedet wurde. Die neue Verfassung, die im Januar 1934 in Kraft trat, wandelte das Regierungssystem von einer parlamentarischen in eine Präsidialdemokratie. Fortan sollte es in Estland einen Staatspräsidenten mit umfangreichen Machtbefugnissen geben.
Im Oktober 1933 wurde Konstantin Päts zum neuen Ministerpräsidenten gewählt. Er regierte mit einer Minderheitsregierung. Als sich nach mehreren Lokalwahlen abzeichnete, dass der Verband der Freiheitskämpfer zum wahren Machthaber des Landes aufrücken würde, erklärte Päts am 12. März 1934 den Ausnahmezustand. Er erklärte General Laidoner abermals zum Oberkommandierenden und stattete ihn mit umfangreichen Vollmachten aus. Der Verband der Freiheitskämpfer wurde aufgelöst, ebenso das Parlament. Parteien wurden verboten, Zensur wurde eingeführt. Päts regierte fortan per Dekret.
Ihr autoritäres Regime lockerte sich erst 1938 mit der Einführung einer neuen Verfassung. Auf deren Grundlage fanden wieder Parlamentswahlen statt und es trat sodann ein neues Parlament zusammen. Doch bevor die innenpolitische Lage zum demokratischen Standard zurückkehren konnte, wurde die Entwicklung durch außenpolitisches Geschehen unterbrochen.
Die 1930er-Jahre waren eine Zeit schnellen Fortschritts. Wenn auch der Lebensstandard noch hinter jenem westeuropäischer Staaten zurückblieb, so war er doch vergleichbar mit jenem in Finnland.
Die unabhängige Republik Estland schaffte es, mit allen bedeutenden Staaten offizielle Beziehungen zu knüpfen und ihr Vorhandensein im Bewusstsein der Europäer zu festigen.

## Sowjetische und deutsche Okkupation (1940 bis 1944)

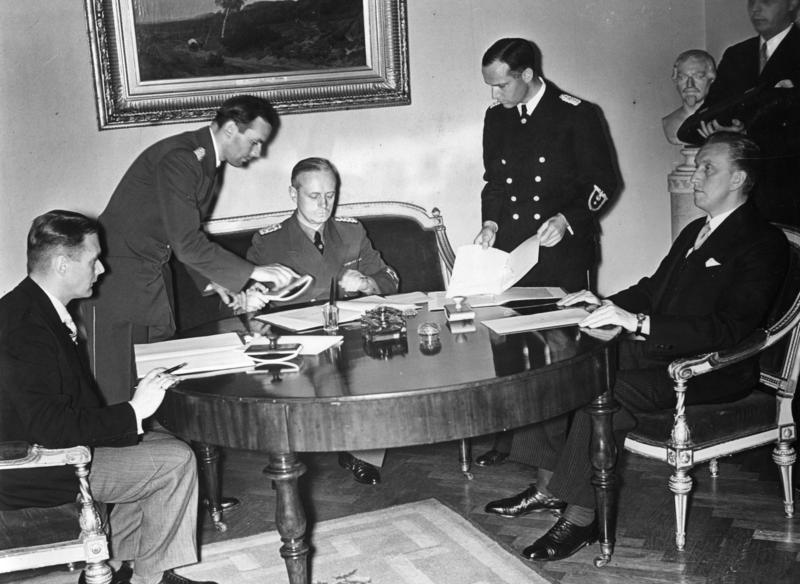
Unterzeichnung des Nichtangriffsvertrages zwischen Estland, Lettland und Deutschland am 7. Juni 1939; von links nach rechts: die Außenminister Munters (Lettland), Joachim von Ribbentrop (Deutschland) und Selter (Estland)

### Estland im Zweiten Weltkrieg – ein Überblick
Estland wurde am 16. Juni 1940 auf Befehl von Diktator Stalin von sowjetischen Truppen besetzt (ebenso Lettland  und einen Tag zuvor Litauen) und im Oktober 1940 vollständig annektiert. Land und Menschen waren dem Terror der neuen Machthaber und heftigen Repressalien ausgesetzt. Nach dem deutschen Überfall auf die Sowjetunion verließen die sowjetischen Besatzer das Land im Juli 1941, an ihre Stelle traten deutsche Besatzer. Auch unter ihnen erlebte Estland Unterdrückung und Terror. Allerdings war es schnell nicht mehr Frontgebiet, so dass es – mit Ausnahme von Partisanenkämpfen – von Kampfhandlungen verschont blieb. Dies änderte sich erst wieder 1944, als im September die sowjetischen Besatzer zurückkamen. Sie blieben bis 1991.
Gemessen an seiner Bevölkerungszahl erlitt Estland im Zweiten Weltkrieg durch Kriegshandlungen und Besatzungsterror so schwere Verluste wie kaum ein anderes Land. Etwa jeder achte Este starb; fast die gesamte bürgerliche und intellektuelle Elite wurde ermordet. Bis heute (Stand: 2018) hat Estland weniger Einwohner als vor dem Zweiten Weltkrieg.

### Der Hitler-Stalin-Pakt 1939
Die Selbständigkeit Estlands fand 1940 ihr Ende: am 23. August 1939 hatten die Sowjetunion und das Dritte Reich einen Nichtangriffspakt, den sogenannten Hitler-Stalin-Pakt oder Ribbentrop-Molotow-Pakt genannt, geschlossen. Er schlug Estland – ebenso wie auch Lettland und Litauen – der sowjetischen Einflusssphäre zu. Zuvor hatte das Deutsche Reich noch einen Nichtangriffspakt mit Estland geschlossen. Als Folge des deutsch-sowjetischen Paktes wurden die Deutsch-Balten „heim ins Reich“ gerufen und sodann im Warthegau angesiedelt.

### Die erste sowjetische Okkupation von 1940/41

#### Von der unabhängigen Republik zur Estnischen Sowjetrepublik
Am 24. September 1939 verlangte die Sowjetunion von Estland ultimativ die Erlaubnis, in Estland Militärbasen einrichten zu dürfen. Zugleich versprach die Sowjetunion, die estnische Souveränität nicht antasten zu wollen. Für den Fall der Weigerung drohte sie mit einem Angriff. Solche Forderungen ergingen auch an Lettland und Litauen, sowie an Finnland. Um ihren Forderungen Nachdruck zu verleihen, hatte die Sowjetunion entlang der estnischen und lettischen Grenze insgesamt 437.235 Mann, 2.635 Geschütze und 3.052 Panzer stationiert. Gleichzeitig blockierte die Rote Flotte den Zugang zur See und sowjetische Flugzeuge drangen in den estnischen Luftraum ein. Unter diesem militärischen Druck und im Vertrauen auf das Versprechen, die eigene Souveränität behalten zu dürfen, willigte die estnische Regierung ein: am 28. September 1939 unterzeichneten Estland und die Sowjetunion den Pakt über gegenseitige Hilfeleistung. Auch Lettland und Litauen verhielten sich in gleicher Weise. Nur Finnland willigte nicht ein und wurde infolgedessen von der Sowjetunion angegriffen, konnte seine Unabhängigkeit jedoch auf Kosten von Gebietsverlusten behaupten.
Die Sowjetunion gab sich damit jedoch nicht zufrieden und arbeitete Pläne zur vollständigen Annexion aus. Mit der Direktive Nr. 02622 vom 9. Juni 1940 wurden Vorbereitungen für einen Angriff auf Estland eingeleitet. Das Land wurde zu Land, zur See und zur Luft blockiert; am 14. Juni 1940 schoss die sowjetische Luftwaffe das finnische Passagierflugzeug Kaleva ab, das auf dem Weg von Tallinn nach Helsinki war. Am selben Tag stellte die Sowjetunion Litauen ein Ultimatum. Ein solches erging an Estland am 16. Juni 1940. Es forderte den baltischen Staat dazu auf, 100.000 weitere Rotarmisten ins Land zu lassen und eine prosowjetische Regierung zu bilden. Noch bevor die estnische Regierung dem Ultimatum zustimmte, hatten die bereitstehenden Rotarmisten die Grenze bereits überschritten. Die nunmehr 115.000 im Land befindlichen Rotarmisten besetzten umgehend Bahnhöfe, Häfen und Flughäfen, sowie Postämter und Verwaltungsgebäude und übernahmen dort jeweils die Kontrolle. Damit hatte Estland seine Unabhängigkeit de facto bereits am 17. Juni 1940 verloren.
Unter Leitung des sowjetischen Sonderbeauftragten Andrei Schdanow wurde in Tallinn eine prosowjetische Gegenregierung gebildet und sodann eine Arbeiterkundgebung am 21. Juni 1940 organisiert, die einen Regierungswechsel forderte. Diese „Kundgebung“ war letztlich ein bewaffneter Aufstand, unterstützt von Rotarmisten und Panzern. Gewaltsam wurde so die alte Regierung gestürzt und eine Marionettenregierung unter Johannes Vares etabliert. Diese erhielt von Schdanow den Auftrag, Gerüchte über eine Eingliederung Estlands in die Sowjetunion zu zerstreuen, um so den Widerstand der Esten gegen die Besatzer zu mindern. Am 14. und 15. Juli 1940 ließen die neuen Machthaber dann eine Parlamentsneuwahl durchführen. Sie war jedoch eine bloße Scheinwahl: alle Gegenkandidaten der prosowjetischen Kandidaten wurden von der Regierung Vares von den Wahllisten gestrichen. Die auf diese Weise gewählte Regierung fasste auf Schdanows Verordnung hin den Entschluss, Estland zur Estnischen Sozialistischen Sowjetrepublik (Estnische SSR) zu erklären und zugleich um die Aufnahme in die Sowjetunion zu bitten. Die Eingliederung erfolgte dann am 6. Oktober 1940. Die meisten westlichen Staaten erkannten diese Eingliederung nie an.
Bis heute besteht zwischen Estland und Russland Uneinigkeit darüber, ob Estland der Sowjetunion freiwillig beigetreten sei oder von ihr rechtswidrig annektiert wurde. Der estnische Staat erachtet die Annexion als rechtswidrig und folglich auch alle in der Besatzungszeit bis 1991 erlassenen Rechts- und Verwaltungsakte als nichtig.

#### Roter Terror und Widerstand
Die sowjetische Besatzung entfesselte Terror in Estland. Das Wirtschaftssystem und die bisherige Lebensordnung wurden zerstört, die Bürgergesellschaft unterdrückt und jegliche nationale Selbstdarstellung verboten; zahlreiche estnische Bürger wurden verhaftet, deportiert und ermordet, ihre Höfe wurden verstaatlicht. Vor allem die bürgerliche und intellektuelle Elite als Träger des estnischen Nationalbewusstseins waren betroffen. Den vorläufigen Höhepunkt erreichte der Terror in der Nacht vom 13. auf den 14. Juni 1941, als mehr als 10.000 Esten, vornehmlich Frauen und Kinder, nach Sibirien deportiert wurden. Ohne Vorankündigung, Anklage und Gerichtsurteil wurden sie des Landes verwiesen. Dieser Akt wurde als Junideportation bekannt.
Als unmittelbare Folge der Junideportation flüchteten zahlreiche Menschen in die Wälder und sammelten sich zum bewaffneten Widerstand. Sie gruppierten sich um den Aufklärungstrupp „Erna“. Erna war eine Gruppierung von Esten, die nach Finnland gegangen war, um sich dort militärisch ausbilden zu lassen. Als Waldbrüder kämpften sie gegen die Besatzer und unterstützten die vorrückende Wehrmacht in deren Kampf gegen die Rote Armee. Mit Vernichtungsbataillonen bekämpften die Sowjets die Widerstandsbewegung: sie ermordeten tatsächliche und vermeintliche Mitglieder, sowie deren Angehörige und brannten zahlreiche Höfe nieder.
In den Jahren 1940 und 1941 verübte die Sowjetunion Repressalien gegenüber 52.750 Personen, 18.090 kamen dabei ums Leben.
Zwischen 1940 und 1944 verließen 70.000 bis 75.000 Esten ihr Land in westliche Richtung auf der Flucht, vor allem vor der sowjetischen, aber auch der deutschen Okkupation. Auf der Flucht über die Ostsee nach Schweden, Deutschland und Finnland mit kleinen hölzernen Fischerbooten forderte die stürmische verminte See und der Beschuss durch Kriegsschiffe und Flugzeuge viele Opfer.
Insgesamt kamen über 40.000 Esten in Deutschland und in den von Deutschland besetzten Gebieten an, weitere 27.000 Esten in Schweden. Die estnischen Flüchtlinge kamen vor allem in Flüchtlingslagern in den amerikanischen und britischen Besatzungszonen in Deutschland unter. Die Lager mit den größten estnischen Gemeinden befanden sich in Geislingen, Augsburg und Lübeck, in denen jeweils mehrere tausend estnische Flüchtlinge lebten. Diese Lager wurden bereits in den frühen 1950er-Jahren geschlossen.
Die Menschen verließen Estland, im Gedanken, dass dies nur vorübergehend sei, für ein paar Monate oder höchstens ein paar Jahre. Sobald jedoch klar wurde, dass es von der Sowjetunion besetzt bleibt, gab es kein Zurück mehr. Die Menschen ließen sich im neuen fremden Land nieder oder zogen weiter in andere Länder auf der ganzen Welt. Die größten estnischen Diaspora-Gemeinden bildeten sich in Schweden, in den Vereinigten Staaten von Amerika, in Kanada, im Vereinigten Königreich und in Australien.

### Deutsche Okkupation von 1941 bis 1944
Am 22. Juni 1941 begann Hitler den Überfall auf die Sowjetunion; Anfang Juli erreichten die ersten deutschen Verbände die Südgrenze Estlands. Bis Ende August 1941 hatten die deutschen Truppen mit Unterstützung estnischer Partisanen nahezu ganz Estland eingenommen. Als letzte sowjetische Widerstandsnester verblieben bis Dezember 1941 die estnischen Inseln.

#### Marionettenregierung statt Eigenstaatlichkeit
Vielerorts wurden die deutschen Truppen als Befreier empfangen. Mit ihrem Einzug verbanden viele Esten die Hoffnung von erneuter Eigenstaatlichkeit und Souveränität. Wie wenig dies den Vorstellungen der Deutschen entsprach, zeigte sich symbolisch am 29. August 1941. Am Tag zuvor hatten die deutschen und estnischen Truppen Tallinn eingenommen, woraufhin die Esten die estnische Nationalflagge auf dem Langen Herrmann, einem Turm in Tallinn, hissten. Dieser Akt ist von großer Symbolkraft, da traditionell derjenige, dessen Flagge dort zu sehen ist, als Herrscher der Stadt gilt. Nachdem die estnische Flagge also am 28. August 1941 gehisst worden war, wurde sie schon am Folgetag durch die deutsche ersetzt.
Bereits am 29. Juli 1941 hatte der letzte Premierminister Jüri Uluots den Deutschen ein Memorandum vorgelegt, mit dem er die Wiederherstellung estnischer Eigenstaatlichkeit forderte. Die Antwort hierauf war die Bildung der Estnischen Selbstverwaltung mit beschränkten Machtbefugnissen. Ab dem 5. Dezember 1941 unterstand das Land als Generalbezirk Estland dem Reichskommissariat Ostland.
Besondere Bedeutung für die deutsche Führung hatten die Vorkommen von Ölschiefer in Nordostestland. Insbesondere, nachdem sich die Pläne, die kaukasischen Ölvorkommen zu nutzen, mit dem zunehmenden Rückzug der deutschen Truppen aus dem Osten zerschlagen hatten, stieg die Bedeutung der estnischen Vorräte. Mithilfe der Häftlinge des Stammlagers Vaivara sollte der Ölschiefer gewonnen werden.

#### Widerstand
Während sich ein Teil der Waldbrüder den Deutschen anschloss, richtete ein anderer Teil der Partisanen seine Tätigkeit nun gegen die neuen Besatzer. Die Vertreter der verschiedenen politischen Parteien gingen ebenfalls in den Untergrund und schufen auf der Grundlage der Verfassung von 1938 das Rettungskomitee der Republik Estland. Als verfassungsmäßiger Stellvertreter des inhaftierten Staatspräsidenten Konstantin Päts übernahm Jüri Uluots die Führung des Komitees. Die Tätigkeiten des Komitees umfassten Kontakt mit Westmächten, die Herausgabe von Flugblättern und die Organisation von Kundgebungen.

#### Estnische Soldaten in den Reihen der Deutschen
Obwohl die deutsche Führung die estnische Eigenstaatlichkeit nicht wiederherstellte, glaubten viele Esten weiterhin daran, dass der Weg zum eigenen Staat nur über die Deutschen führen würde. In dieser Hoffnung schlossen sich zahlreiche Waldbrüder, die zuvor als Partisanen gegen die Rote Armee gekämpft hatten, nun den Truppen der Waffen-SS an, vor allem der 20. Waffen-Grenadier-Division der SS (Estnische Nr. 1). Die Reihen der Wehrmacht blieben den Esten als „Nicht-Germanen“ hingegen verschlossen. Daneben unternahmen die Besatzer auch Zwangsrekrutierungen. So kämpften im Februar 1942 fast 21.000 Esten in den Reihen der Deutschen.
Etwa 5000 junge Männer flohen vor der Zwangsrekrutierung nach Finnland, nachdem das Rettungskomitee der Republik Estland mit der Parole „Männer nach Finnland“ hierzu aufgerufen hatte. Anwerbungen auf freiwilliger Basis hatten jedoch zunächst insgesamt nur wenig Erfolg. Dies änderte sich erst im Jahre 1944, als die Rückkehr der Roten Armee drohte. Nachdem die Rote Armee die Belagerung von Leningrad durchbrochen und beendet hatte, rief die Estnische Selbstverwaltung eine Generalmobilmachung aus. Mit den Erfahrungen aus dem Schreckensjahr 1940/41 erachteten auch die Angehörigen des Rettungskomitees die deutsche Herrschaft als das geringere Übel. Obwohl sie bislang aus dem Untergrund heraus gegen die Marionettenregierung agiert hatten, unterstützten sie nun die Mobilisierung, indem sie auch ihre Anhänger dazu aufriefen, sich den Verteidigungskräften anzuschließen. Lief die Mobilisierung zunächst nur schwach an, so änderte sich dies mit dem Radio-Interview von Jüri Uluots vom 7. Februar 1944. Bis Mitte des Jahres kämpften so etwa 70.000 Esten auf Seiten der Deutschen.
In den nachfolgenden Jahrzehnten entbrannten immer wieder Kontroversen um die Frage, ob und inwieweit estnische Soldaten, die auf deutscher Seite gegen die Sowjetunion kämpften, richtig gehandelt hätten. Insbesondere wurde immer wieder die Frage aufgeworfen, ob auch sie als Kämpfer für die estnische Freiheit – gleich jenen Soldaten, die 1918 bis 1920 für Estland kämpften – zu ehren sind.
Estnische Soldaten fanden sich somit in der Roten Armee – teils freiwillig, teils zwangsrekrutiert; estnische Soldaten fanden sich auf Seiten der Deutschen – ebenfalls entweder als Freiwillige oder als Zwangsrekrutierte; und estnische Soldaten kämpften als Freiwillige in den Reihen der finnischen Verbände.

#### Verfolgung von Juden und anderen Gruppen
Vor der heranrückenden deutschen Armee gelang etwa 75 % der jüdischen Bevölkerung Estlands die Flucht in die Sowjetunion oder nach Finnland. Insgesamt wurden 929 und damit fast alle in Estland verbliebenen Juden bis Ende 1941 von den Nationalsozialisten ermordet, ebenso 243 Sinti und Roma. Der Umstand, dass so vielen jüdischen Bürgern die Flucht gelang, ist ganz wesentlich darauf zurückzuführen, dass innerhalb der estnischen Bevölkerung weniger anti-jüdische Ressentiments als in anderen europäischen Staaten jener Zeit bestanden.
Estland war das erste Land, das auf der Wannseekonferenz am 20. Januar 1942 für „judenfrei“ erklärt wurde. Nachdem die deutschen Besatzer die Vernichtung des Judentums in Estland recht schnell für beendet erklärt hatten, errichteten sie mehrere Konzentrationslager auf estnischem Boden. In diese wurden Juden und andere Verfolgte aus ganz Mittel- und Osteuropa verbracht. Auf diese Weise sind während der deutschen Besatzung etwa 10.000 Juden in Estland ermordet worden.
Besonders bekannt ist das Stammlager Vaivara mit seinen 20 Außenstellen, allen voran mit dem Lager Klooga. Als im Sommer und Herbst 1944 die Rote Armee Estland zurückeroberte, ermordete die Waffen-SS etwa 2000 Menschen in den Wäldern um Klooga.

### Rückkehr der Roten Armee

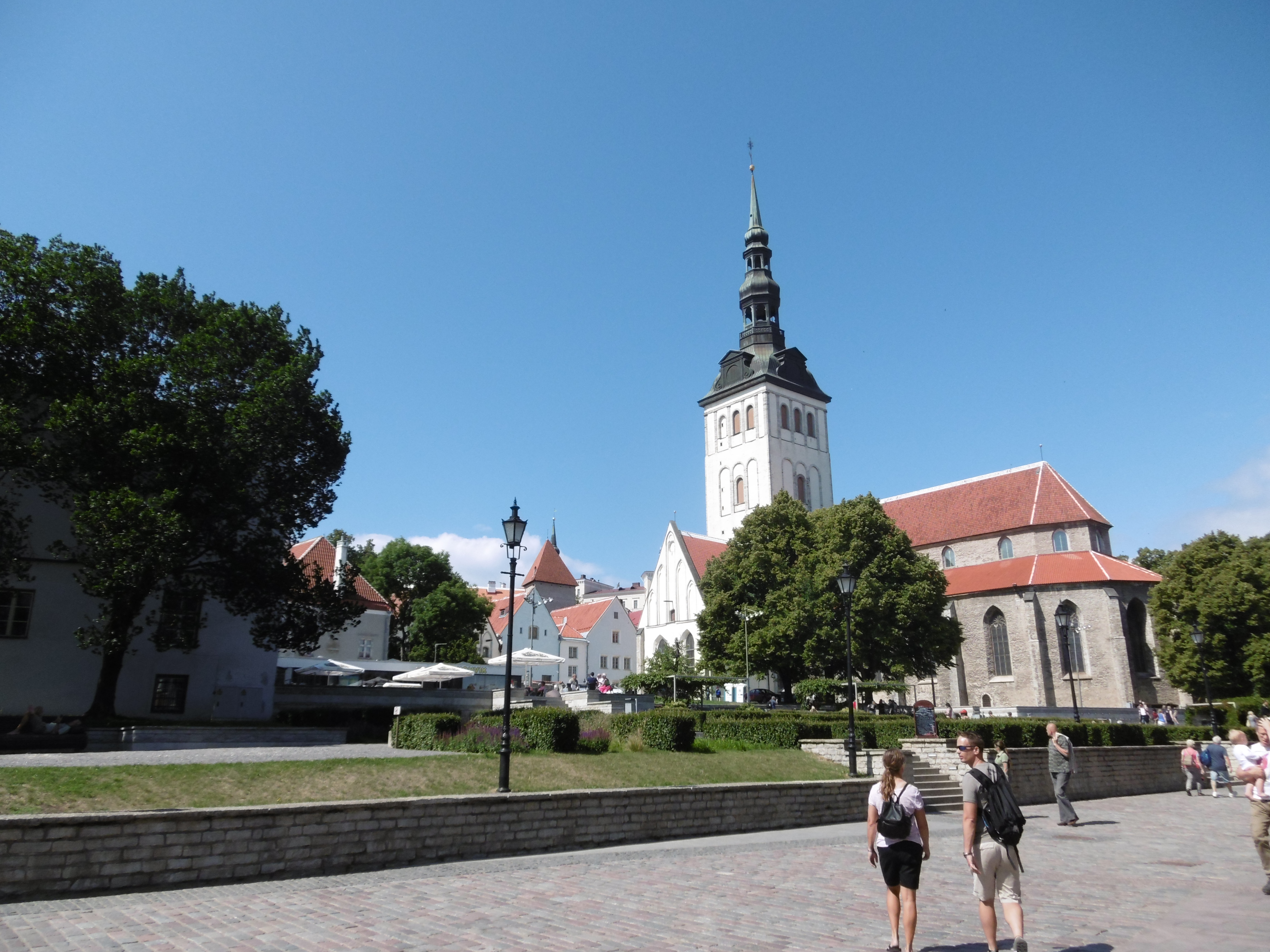
Die Straße Harju in Tallinn im Juli 2018. Die heutigen Frei- und Grünflächen waren bis zur Bombennacht vom 9. März 1944 von dichter Wohn- und Geschäftsbebauung geprägt. Im Hintergrund die Nikolaikirche.

Im Februar 1944 erreichte die Rote Armee den Fluss Narva. Trotz heftiger Angriffe gelang es ihr zunächst jedoch nicht, die deutschen und estnischen Verteidiger zu überwinden. Als Teil einer neuen Großoffensive fasste die russische Führung nun die Bombardierung großer Städte in Estland ins Auge. Am 6. März legten russische Bomber die Stadt Narva in Schutt und Asche, am 9. März wurde Tallinn bombardiert. Dem Angriff auf die Hauptstadt fielen etwa 500 Menschenleben zum Opfer, etwa 25.000 Menschen wurden obdachlos, da 40 % des Wohnraums zerstört wurden. Zudem zerstörte das Bombardement das Nationaltheater Estonia. Sichtbar sind die Folgen der Zerstörung vor allem in der Straße Harju in Tallinn: früher mit dichten Häuserzeilen bebaut, befindet sich hier heute eine große Freifläche; eine Gedenktafel erinnert an die Bombardierung.
Im Frühjahr 1944 gelang der Roten Armee dann nach langen Kämpfen die Eroberung Narvas. Damit waren die russischen Verbände zurück auf estnischem Boden. Abermals setzte eine große Fluchtbewegung der estnischen Bevölkerung ein: westwärts über das Land oder die Ostsee. Im Juli und August desselben Jahres gelangen der Roten Armee im Zuge der Operation Bagration vielerorts große Durchbrüche; Tallinn fiel am 22. September. In der ersten Oktoberhälfte 1944 zogen sich die Wehrmacht-Truppen aus Estland zurück, um einer Einkesselung zu entgehen. Die Kämpfe dauerten auf estnischem Boden noch bis zum 24. November 1944 an, da estnische Verbände auf den Inseln noch erbitterten Widerstand leisteten.

## Estnische Sozialistische Sowjetrepublik (1944 bis 1991)

Flagge der Estnischen SSR

Grenzveränderungen zugunsten Russlands in der Zeit der sowjetischen Okkupation

Im Herbst 1944 besetzte die Rote Armee erneut das Land. Ein großer Teil der schwedischsprachigen Minderheit (vor allem auf den Inseln) ging ins Exil und wurde von Schweden aufgenommen.
Die meisten Staaten der Welt (mit Ausnahme der späteren Warschauer-Pakt-Staaten) erkannten die Annexion der baltischen Staaten durch die Sowjetunion nicht an.
Die Estnische SSR (ESSR) wurde wieder eingerichtet und damit Estland wieder der Sowjetunion eingegliedert, ein Schritt, der vom Westen nicht anerkannt, aber hingenommen wurde. Erneut wurden Tausende von Esten nach Sibirien deportiert. Wegen einer massiven Einwanderung überwiegend russischsprachiger Zuwanderer (Russifizierungspolitik) wurden die Esten in den östlichen Regionen gebietsweise (z. B. in Narva) zu einer Minderheit im eigenen Land.
Während der sowjetischen Besetzung wurde die estnische Ostgrenze zugunsten Russlands verschoben. Estland verlor so die Gebiete um Iwangorod (estn. ‚Jaanilinn‘) und Petschory (‚Petseri‘).
Die Abschottung des Landes gegen westliche Einflüsse gelang der Staatsmacht in der Estnischen SSR aber weniger als in fast allen anderen Sowjetrepubliken, denn jenseits des nur 80 Kilometer breiten Finnischen Meerbusens liegt Finnland. Durch die Ähnlichkeit der Sprachen sind finnische Radio- und Fernsehsendungen für Esten problemlos zu verstehen und wurden gerade in der Zeit der sowjetischen Herrschaft von vielen regelmäßig empfangen.
Bevor eine explizit politische Abgrenzung zu Russland möglich war, äußerte sich das estnische Selbstbewusstsein in einer lebhaften Volksliedbewegung, deren große Chorveranstaltungen berühmt waren (siehe Singende Revolution, Estnisches Liederfest). Am 13. November 1989 erklärte das Parlament der ESSR die Besetzung Estlands im Jahr 1940 durch die Sowjetunion für rechtlich ungültig und bekräftigte seine Forderung nach mehr Unabhängigkeit der ESSR gegenüber der Sowjetunion.

## Erneute Unabhängigkeit (seit 1991)

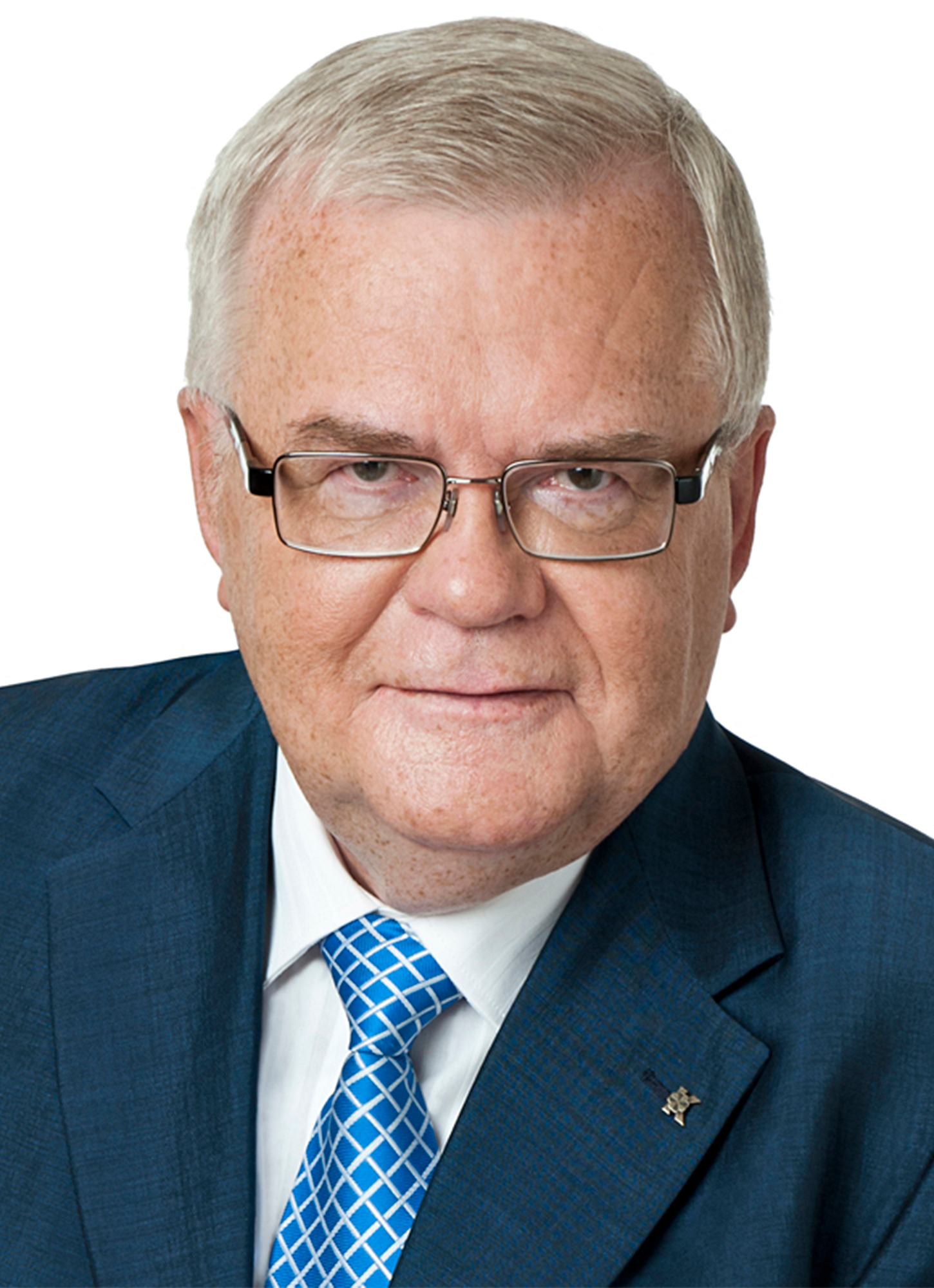
Edgar Savisaar, Ministerpräsident von 1990 bis 1992

### Unabhängigkeitserklärung
Am 8. Mai 1990 erklärte der Oberste Rat der Estnischen Sowjetischen Sozialistischen Republik unter dem Vorsitzenden Arnold Rüütel einseitig seine erneute Souveränität unter der Bezeichnung Republik Estland, die es 1991 zusammen mit Litauen und Lettland durchsetzen konnte.
Am 18. Dezember 1990 verzichtete Estland auf eine weitere Mitarbeit im Obersten Sowjet der UdSSR.
Bei einer Volksabstimmung am 3. März 1991 über den künftigen Status der Republik stimmten 78 % der Teilnehmer (bei einer Abstimmungsbeteiligung von 84 %) für die Unabhängigkeit. Der Vorsitzende des Obersten Rates der Republik Estland, Arnold Rüütel, erklärte, dass ein Referendum keine rechtlich bindende Wirkung habe. Nach dem Augustputsch in Moskau am 20. August 1991 erklärte der Oberste Rat die volle Unabhängigkeit von der Sowjetunion.
Am 23. August 1991 wurde der sowjetische Geheimdienst KGB verboten und am 25. August alle Organe der Kommunistischen Partei der Sowjetunion (KPdSU). Um den friedlichen Übergang in die Unabhängigkeit nicht zu gefährden und den Anteil der russischsprachigen Bevölkerung nicht noch weiter zu erhöhen, verzichtete man auf die Rückgabe der von Russland zur Zeit der Okkupation abgetrennten Gebiete. Am 6. September 1991 erfolgte die Anerkennung der unabhängigen Republik Estland durch die Sowjetunion. Das Abkommen zum endgültigen Abzug der noch im Land verbliebenen russischen Truppen wurde am 26. Juli 1994 von Estlands Präsidenten Lennart Meri und dem russischen Präsidenten Boris Jelzin in Moskau unterzeichnet und bis Ende August umgesetzt.

### Von sehr schwierigen Anfängen zum baltischen Tiger

#### Vielfältige Herausforderungen
Anfang der 1990er-Jahre sah sich der junge Staat großen Herausforderungen gegenüber. Ein neuer Staat mit Regierung, Verwaltung und Justiz musste errichtet und die Gesetze reformiert werden, die Wirtschaft lag am Boden und war weiterhin von Russland abhängig und die Umwelt hatte schwer gelitten. Anfang des Jahres 1992 war die Situation derart dramatisch, dass die estnische Bevölkerung unter Kälte und Hunger litt; begleitet wurde dies von einer massiven Inflation und Massenarbeitslosigkeit. Extremismus von links und von rechts machte sich breit.

#### Besondere Schwierigkeiten für die Landwirtschaft
Besonders schwierig gestaltete sich der ökonomische Wandel in der Landwirtschaft. Dies hing vor allem damit zusammen, dass es zunächst galt, die alten Kolchosen aufzulösen, das Land zu reprivatisieren und marktwirtschaftliche Produktionsweisen einzuführen. Während sich die Wirtschaft in den Städten bereits modernisiert und stabilisiert hatte, wurde auf dem Land noch immer nach gangbaren Wegen gesucht. Wurden zunächst vor allem Genossenschaften als geeignete Nachfolgerinnen der Kolchosen gesehen, so stellte sich angesichts ernüchternder Ergebnisse bald Enttäuschung ein. Es waren dann große Unternehmen, die die Landwirtschaft übernahmen. Insgesamt war die Landbevölkerung von den Veränderungen der 1990er- und 2000er-Jahre stärker betroffen als jene in den großen Städten. Die Historiker Norbert Angermann und Karsten Brüggemann sprechen von den „Transformationsverlierern“. Auch wenn die großen Probleme vergangener Tage heute gelöst zu sein scheinen, ziehen nach wie vor mehr Menschen vom Land in die Städte als andersherum.

#### Der Untergang der Estonia – psychisch ein schwerer Schlag

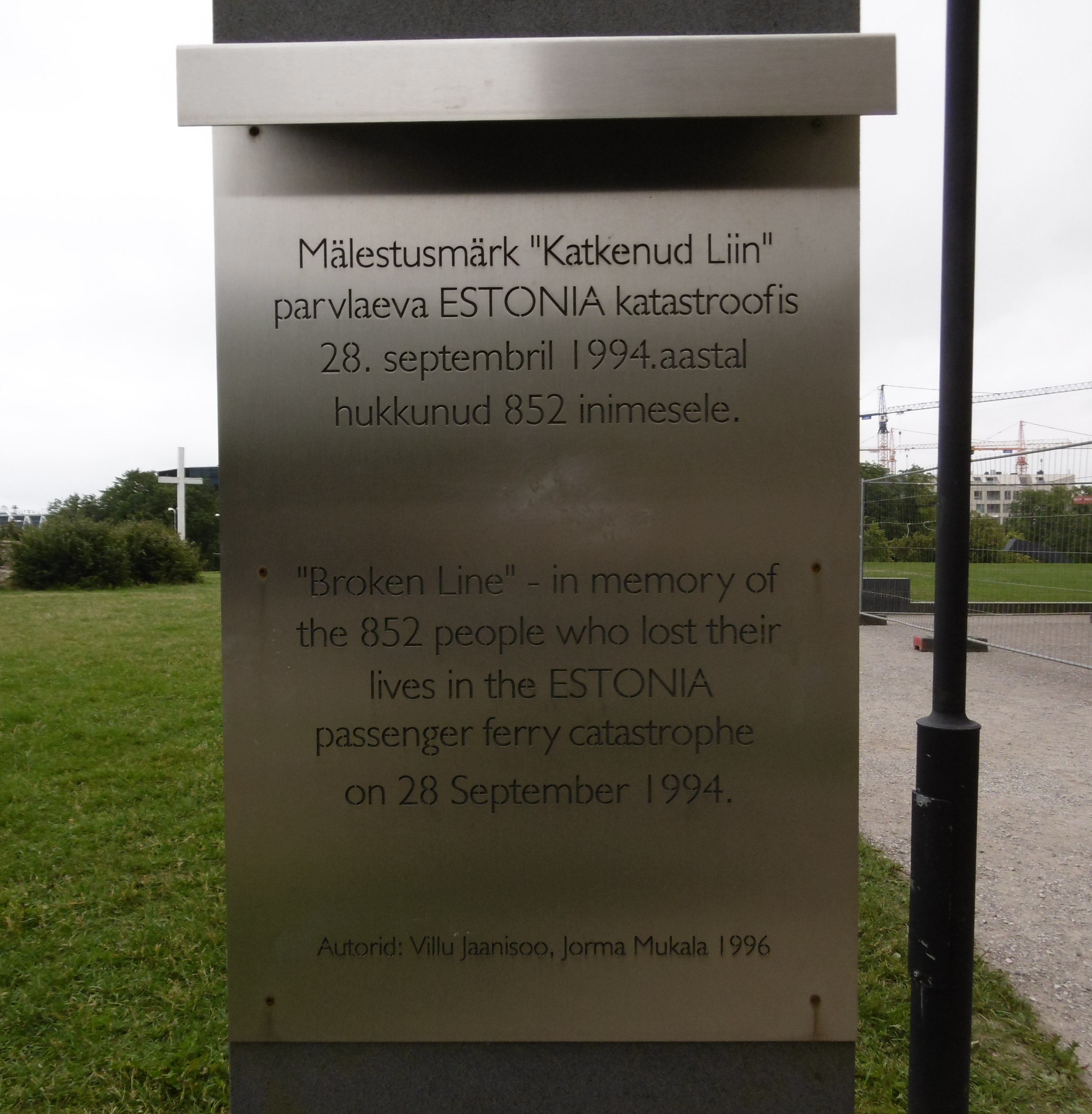
Gedenktafel in Tallinn für die Opfer der gesunkenen Fähre Estonia

Ein schwerer Schlag war 1994 auch der Untergang der Fähre Estonia, bei dem 852 Menschen ums Leben kamen. Hieran erinnert heute das Denkmal Katkenud Liin (Unterbrochene Linie) samt Gedenktafel in Tallinn. Die unterbrochene Linie stellt die Fahrt der Estonia von Tallinn nach Stockholm dar, die durch den Untergang am 28. September 1994 unterbrochen wurde. Daneben gibt es über Estland verteilt noch weitere Denkmäler zu der Schiffskatastrophe.

#### Radikale Neuerungen weisen den Weg bergauf
Estland wählte einen Weg radikaler Neuerungen. So war es im Juni 1992 das erste der drei baltischen Länder, das sich eine neue Verfassung gab. Im selben Monat wurde es das erste Land der gesamten ehemaligen Sowjetunion, das den Rubel als Währung aufgab und mit der Estnischen Krone eine eigene Währung einführte. Die neue Währung wurde an die Deutsche Mark gekoppelt. 1994 wurde Estland zum gesamteuropäischen Vorbild, indem es einen pauschalen, einheitlichen Einkommenssteuersatz von 26 % einführte. In den nachfolgenden Jahren wurde er immer weiter herabgesetzt, aktuell (Stand: 2018) liegt er bei 20 %. Es waren dann vor allem finnische und schwedische Unternehmen, die frühzeitig in Estland investierten und zum wirtschaftlichen Wiederaufbau beitrugen. Bis heute bestehen enge wirtschaftliche Verbindungen mit beiden Ländern. Estland ist mehr noch als Lettland und Litauen zum „baltischen Tiger“ avanciert.
Das Wirtschaftssystem ist kapitalistisch ausgerichtet. Verständlich wird dies vor dem Hintergrund, dass die Esten eine strikte Abkehr von der sowjetischen Planwirtschaft suchten und angesichts der wirtschaftlich desolaten Lage in den frühen 1990er-Jahren ein radikaler Kurswechsel erforderlich erschien. Und der Umstand, dass sich in Estland Wirtschaft und Lebensstandard recht schnell erholt und zunehmend ausgeweitet haben, scheint diesem Weg recht zu geben. Deutlich zu Tage tritt diese wirtschaftliche Prägung im Zivilrecht, beispielhaft sei hier das Mietrecht genannt. Die fünf Zivilgesetzbücher orientieren sich an den fünf Büchern des deutschen Bürgerlichen Gesetzbuchs (BGB); die Normen wurden großteils wortgleich übernommen. Auch im Mietrecht finden sich die deutschen BGB-Paragrafen wortgleich wieder, doch hat das estnische Mietrecht gerade die sozialen Bestimmungen des deutschen Mietrechts nicht mitübernommen.

### E-Estonia – der Tigersprung

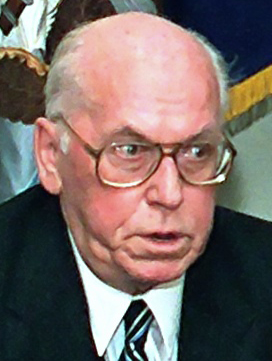
Lennart Meri, Präsident von 1992 bis 2001

1991 hatte nicht einmal die Hälfte aller Esten einen Telefonanschluss. Zudem galt es, im wieder unabhängigen Estland Verwaltung, Justiz und Kommunikationssysteme neu aufzubauen. Um das Land zu modernisieren und für ausländische Investoren attraktiver zu gestalten, wurde ab 1997 die Digitalisierung des Landes vorangetrieben. Dies war der Startschuss des sogenannten Tigersprungs (Tiigrihüppe), der das Land binnen kurzer Zeit zu einem modernen Staat machte und zu einer kontinuierlichen Steigerung des allgemeinen Lebensniveaus führte. Seit dem Jahr 2000 hat jeder estnische Bürger Anspruch auf Zugang zum Internet. Der ehemalige Präsident Lennart Meri (1992–2001) gilt als Vater der Modernisierung und des wirtschaftlichen Aufschwungs.
Im Jahre 2005 war Estland das erste Land der Welt, das seinen Bürgern die Möglichkeit eröffnete, online an den Wahlen teilzunehmen.
Heute sind Verwaltung und Justiz weitgehend digitalisiert, ebenso das Gesundheitswesen. Die Bürger haben rund um die Uhr Zugriff auf fast alle Dienstleistungen des Staates. Selbst eine OÜ (Osaühing), das estnische Äquivalent zur deutschen GmbH, kann innerhalb weniger Stunden online gegründet werden. Der Schlüssel hierzu war die Einführung der digitalen Signatur. Ausgenommen von den online-Dienstleistungen sind lediglich höchstpersönliche Rechtsgeschäfte: Eheschließung, Scheidung und Immobilienkauf.
Im Jahre 2017 wurde zwischen Estland und Finnland eine öffentliche Stelle für den Datenaustausch eingerichtet.

### Der Weg nach Westen
2004 traten die baltischen Staaten sowohl der EU als auch der NATO bei.
Anfangs bestand in weiten Teilen der estnischen Bevölkerung eine gewisse Skepsis gegenüber der EU. Nach den Erfahrungen innerhalb der Sowjetunion befürchteten sie Bevormundung und den Verlust der noch jungen Unabhängigkeit. Schon bald aber entwickelte sich eine regelrechte Euphorie und heute gilt Estland als europäischer Musterknabe. Seit dem 1. Januar 2011 nimmt das Land an der Europäischen Währungsunion teil, der Euro löste die Estnische Krone ab. Obwohl Estland stark von europäischer Unterstützung profitierte und profitiert, brachte der EU-Beitritt dem Land nicht nur Vorteile. So sinkt die Bevölkerungszahl kontinuierlich, wobei vor allem junge Esten die Gelegenheit nutzen, das Land zu verlassen. Als Hauptgründe hierfür werden das Wohlstandsgefälle sowie bessere Arbeitsmöglichkeiten in anderen Ländern Europas erachtet. In den letzten Jahren hat der Bevölkerungsrückgang abgenommen, doch hält er nach wie vor an.
Von besonderer Bedeutung war für alle baltischen Staaten der Beitritt zur NATO. Neben der Mitgliedschaft in der Europäischen Union soll gerade das Militärbündnis Garant dauerhafter Unabhängigkeit sein. Denn auch nach der Befreiung aus der Sowjetunion haben sich die Verhältnisse zu Russland nicht normalisiert. Politische Spannungen mit dem großen Nachbarn lassen immer wieder die Furcht vor militärischen Maßnahmen aufflammen. Mit besonderer Sorge wurde die völkerrechtswidrige Annexion der ukrainischen Halbinsel Krim durch Russland im März 2014 beobachtet, nachdem das dortige Regionalparlament für einen Anschluss an Russland votiert hatte. Im estnischen Landkreis Ida-Viru im Nordosten des Landes und an der Grenze zu Russland bilden die Esten russischer Ethnie die Mehrheit. Auch hier könnte – so die Befürchtung – ein entsprechendes Votum zu einem Anschluss an Russland führen.

### Der Bronzesoldat von Tallinn, Unruhen und Cyber-Attacken
Im April 2007 kam es zu den schwersten Unruhen, die das unabhängige Estland bislang erlebt hat. Russische Esten protestierten, teils gewaltsam, gegen die Versetzung der Statue Bronzesoldat von Tallinn. Diese Statue hatte sich bis zum 27. April 2007 am Tõnismäe in Tallinn in unmittelbarer Zentrumsnähe befunden. Sie stellte einen sowjetischen Soldaten dar. Jedes Jahr versammelten sich zahlreiche Esten russischer Abstammung sowohl am 9. Mai als auch am 22. September – zum einen, um das Ende des Zweiten Weltkriegs zu feiern und zum anderen die Wiederinbesitznahme Tallinns durch die Rote Armee. Für viele Esten verbanden sich damit jedoch Erinnerungen an Leid und Schmach, da diese Daten zugleich auch den Beginn erneuter sowjetischer Okkupation und Repression bedeuteten. Die russischen Feiern im Herzen Tallinns waren somit zugleich ein Affront gegenüber den Esten. Vor diesem Hintergrund wurde beschlossen, die Statue vom Tõnismäe auf den Kriegsgefallenenfriedhof zu verlegen und sie somit aus dem Zentrum zu entfernen.
Hiergegen regte sich heftiger Widerstand der russischen Esten, der sich teils gewaltsam in der Tallinner Innenstadt entlud. Hierbei kam einer der Demonstranten ums Leben, mehr als 700 Menschen wurden verletzt.
Bereits am selben Tag, dem 27. April, kam es zu Hackerangriffen auf das estnische Internet, die mehrere Wochen andauerten. Sie richteten sich schwerpunktmäßig gegen Regierungs- und Verwaltungsseiten. Verdächtigte die estnische Regierung zunächst den russischen Staat, so bekannte sich im März 2009 Konstantin Goloskokow, ein Funktionär der russischen Jugendorganisation Naschi, als Drahtzieher der Angriffe.

### Belletristik
Die finnisch-estnische Schriftstellerin Sofi Oksanen hat mit ihren Romanen Fegefeuer (2008) und Als die Tauben verschwanden (2012) die Zeiten der sowjetischen und deutschen Besatzungen literarisch verarbeitet.